# Teto da Capela Sistina
O teto da Capela Sistina é constituído por um extenso afresco, concebido por Michelangelo entre 1508 e 1512. O trabalho, feito a pedido do papa Júlio II, é considerado não só um marco da pintura da Alta Renascença, mas também uma das mais famosas obras da história da arte e um dos maiores tesouros da Santa Sé. A Capela Sistina, localizada no Vaticano, foi construída entre 1477 e 1480, a mando do papa Sisto IV, em homenagem ao qual foi nomeada. No local, acontecem o conclave e outros importantes eventos da Igreja Católica.
Os vários elementos pintados no teto da capela são parte de um plano maior de decoração, o qual inclui outro grande afresco, o Juízo Final, na parede do altar do santuário, também obra de Michelangelo, além de outras pinturas de parede feitas por vários importantes artistas do final do século XV, como Sandro Botticelli, Domenico Ghirlandaio e Pietro Perugino, e tapeçarias de Rafael. O conjunto ilustra diversas passagens da Bíblia e da doutrina católica.
Centrais no teto, estão nove cenas do Gênesis, dentre as quais A Criação de Adão é a mais famosa, tendo uma representatividade icônica igualada somente pela Mona Lisa, de Leonardo da Vinci. Um símbolo da influência desse painel do afresco é o detalhe do encontro das mãos de Deus e Adão, reproduzido incontáveis vezes na arte e na cultura popular. O complexo grupo de desenhos inclui vários conjuntos de figura humana, tanto vestida quanto desnuda, que permitiram a Michelangelo demonstrar plenamente sua habilidade de criação em grande variedade de composições, além de terem inspirado gerações de artistas desde então.

## Contexto e história
O papa Júlio II, apelidado de "papa guerreiro", tornou-se conhecido por sua agressiva campanha por controle político, união e conquista de poderio na Itália sob a liderança da Igreja. Ele investia em simbolismos para demonstrar sua soberania, como por meio de procissões e desfiles em carruagens após as vitórias militares, por exemplo. Foi Júlio, ainda, que iniciou a reconstrução da Basílica de São Pedro, em 1506, na forma do mais imponente símbolo de sua supremacia.
No mesmo ano, o sumo pontífice concebeu um planejamento para a execução de uma pintura no teto da Capela Sistina. As paredes da construção já haviam sido decoradas vinte anos antes, com o mais baixo dos três níveis pintado para lembrar cortinas drapeadas, até hoje cobertas com as tapeçarias de Rafael em ocasiões especiais; o nível médio contendo um complexo plano de afrescos que ilustram a vida de Jesus no lado direito e a de Moisés no esquerdo; e o nível superior das paredes sendo composto, entre as janelas, por pares de ídolos que representam os primeiros 32 papas.
A decoração do espaço como um todo foi criada por muitos dos mais renomados pintores da renascença, entre eles Botticelli, Ghirlandaio, Perugino, Pinturicchio, Luca Signorelli e Cosimo Rosselli. Um esquema de rascunho de Matteo d'Amelia indica que o teto anterior aos famosos afrescos foi executado na tonalidade azulada característica da Cappella degli Scrovegni, além de decorado com estrelas douradas que possivelmente teriam como função representar as constelações zodiacais. É provável, em decorrência do lugar ter sido o ponto de encontro regular de um corpo de elite conhecido como Capela Papal, que Júlio II tenha intencionado a iconografia do teto enquanto dotada de múltiplas possibilidades de sentido, para ser observada e interpretada dentro de uma grande significância teológica e temporal.
Michelangelo, por considerar-se mais um escultor que pintor, relutou em aceitar o trabalho. Ele, ainda, mostrava-se atarefado com uma grande encomenda escultural para a tumba do papa. Este, no entanto, foi insistente, deixando o artesão sem escolha. Uma guerra com a França, entretanto, iniciou-se, dividindo a atenção do sumo pontífice e dando oportunidade a Michelangelo de voltar a Roma para esculpir. As esculturas de tumba, porém, nunca foram finalizadas, em decorrência do retorno vitorioso de Júlio II, em 1508, e seu chamamento para que o artista desse início aos trabalhos. O contrato para a feitura dos afrescos no teto foi assinado em 10 de maio de 1508.
O plano proposto pelo papa previa doze grandes representações dos apóstolos nos pendículos. Michelangelo, entretanto, negociou a feitura de um plano maior, mais complexo, vindo posteriormente a receber autorização para, em suas próprias palavras, "fazer como eu gostaria". A esquemática pretendida pelo artista chegou eventualmente a ser composta por cerca de trezentas figuras e levou quatro anos para ser executada, com término em 1512. Muito se questiona entre historiadores da arte acerca da possibilidade da obra ter sido, de fato, em conteúdo, fruto do planejamento e da vontade de Michelangelo. Egídio de Viterbo foi o suposto responsável pela consultoria em relação aos conhecimentos de teologia necessários para a criação da obra. Muitos escritores, todavia, descrevem Michelangelo como tendo o intelecto, o conhecimento bíblico e o poder inventivo para ter idealizado o plano sozinho. Essa ideia é apoiada pela afirmação de Ascanio Condivi de que Michelangelo leu e releu o Velho Testamento no período de pintura o teto, buscando inspiração nas palavras das escrituras, em vez deixar-se influenciar pelas tradições da arte sacra. Em totalidade, a obra é composta por 343 figuras.

## Método

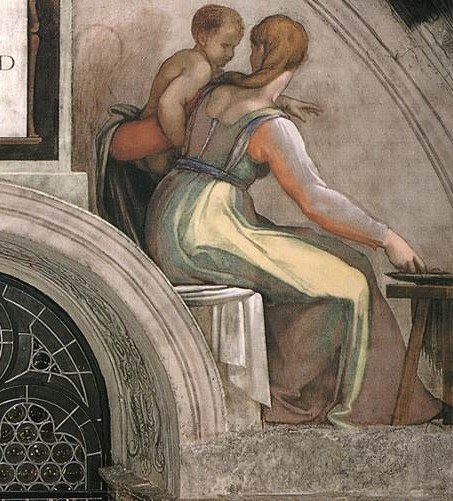
A localização do andaime é evidente neste recorte de luneta, no canto inferior direito, onde há um trecho de textura bruta e sem pintura.

Para alcançar o teto da capela, Michelangelo projetou seu próprio andaime, uma plataforma de madeira com suportes construídos a partir de buracos nas paredes, em áreas próximas ao topo das janelas, em vez de a partir do chão. Mancinelli especula que isso foi feito com o objetivo de diminuir os custos do material usado. De acordo com Condivi, biógrafo e pupilo de Michelangelo, os suportes e a estrutura que apoiavam os andares e o piso do engenho foram todos postos em seus lugares no início dos trabalhos com uma tela leve, possivelmente de pano, suspensa por baixo deles para capturar respingos de gesso, pó e salpicos de tinta. As metades da capela foram tomadas por andaimes uma de cada vez, com a moção da plataforma no decorrer da completude das etapas de pintura. Os locais de inserção dos suportes abaixo das lunetas ainda hoje estão sem pintura, tendo sido utilizados novamente durante a última restauração do afresco.
Ao contrário do que diz a crença popular, Michelangelo pintou o teto em pé, e não deitado sobre as costas. De acordo com Vasari, "o trabalho foi executado em condições extremamente desconfortáveis, tendo o pintor que trabalhar com sua cabeça sempre inclinada para cima". Michelangelo descreveu seu desconforto físico num soneto humorístico acompanhado por um pequeno desenho de rascunho.
A técnica empregada foi a do afresco, na qual a pintura é aplicada com gesso úmido. Michelangelo foi um aprendiz na oficina de Domenico Ghirlandaio, um dos mais competentes e prolíficos artistas dessa técnica em Florença, no tempo em que este estava a executar um trabalho na Santa Maria Novella; artista esse que já possuía trabalhos nas paredes da Sistina. No início, o gesso intonaco desenvolveu mofo por ser exageradamente molhado. Michelangelo, então, teve que removê-lo e começar novamente. Ele, assim, experimentou uma nova fórmula, criada por um de seus assistentes, Jacopo l'Indaco, resistente o suficiente para não mofar, e então adentrou as tradições italianas da construção.

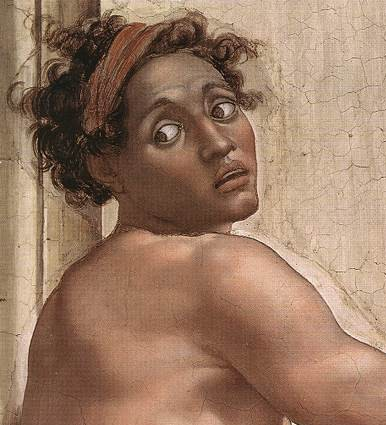
Evidências da inserção de gesso acumulado para um dia de trabalho podem ser vistas em volta da cabeça, das costas e do braço deste ignudo.

Por se tratar de um afresco, o gesso era posto em acúmulo numa seção diferente a cada dia, em quantidade suficiente para todo o expediente diário de trabalho, procedimento então conhecido como giornata. Ao início de cada sessão de pintura, as bordas dos desenhos eram raspadas e a pasta de gesso, colocada numa nova área. As marcas nas bordas entre as giornate permanecem hoje levemente visíveis, e dão indicativos de como o trabalho progredia. Era costumeiro aos pintores de afresco desenvolver desenhos rascunhados, detalhados e completos da obra e, a partir deles, fazer a transferência para a outra superfície; por causa desse procedimento, muitos trabalhos do tipo guardam marcas de pequenos buracos feitos com estilete nos contornos das figuras. No tocante a esse aspecto, Michelangelo quebrou uma convenção; ao ficar satisfeito com um intonaco bem aplicado, ele desenhava diretamente no teto. Seus radicais contornos podem ser vistos raspados em algumas das superfícies, e outras apresentam malhas evidentes, indicando que ele ampliou diretamente uma figura no teto a partir de um pequeno desenho de esboço.
Michelangelo usou o gesso úmido por meio de uma técnica de tinta lavada, aplicada em amplas áreas coloridas. Quando tais superfícies secavam, ele as revisitava a partir de uma abordagem de pintura mais direta, adicionando sombras e detalhes com uma variedade de pincéis. Para algumas áreas com textura, tais quais as de pelos faciais e grãos de madeira, ele usava um grande pincel com cerdas esparsas de forma semelhante a um pente. Eram empregados os mais sofisticados métodos artesanais e as melhores inovações que ele conhecia, combinando-as a uma variedade de tipos de pincelada e a um primor de "virtuose" que em muito ultrapassava a meticulosidade de Ghirlandaio.
Esse trabalho foi iniciado a partir do fundo da construção, o mais afastado do altar, com as últimas cenas narrativas, e progrediu ao caminho do altar, com os cenários da Criação. As primeiras três cenas, da história de Noé, contêm um muito maior número de figuras menores que o restante de painéis. Isso se deve em parte por causa da temática, que lida com o destino da humanidade, mas também em decorrência de todas as imagens neste fim de teto, incluíndo os profetas e os ignudi, demandarem representação em escala menor, se comparadas às das seções centrais. Ao aumento da escala dos elementos, o estilo de Michelangelo também se engrandece, com a cena narrativa final, de Deus no ato da Criação. Tal trecho foi executado num único dia.
As brilhantes cores e os amplos e claramente definidos contornos proporcionam uma visão fácil e clara dos temas e elementos a partir do chão. Apesar da elevada altura do teto, as proporções de A Criação de Adão são tais que, ao se posicionar logo abaixo do afresco, “tem-se a impressão de que é possível ao espectador simplesmente elevar o dedo e encontrar os de Deus e Adão". Segundo Vasari, o teto é "inacabado", tendo sua inauguração acontecido antes do retrabalho com folha de ouro e lápis-lazúli, como era de costume nos afrescos da época, no intuito de melhor combinar a arte do teto com a das paredes, que já haviam sido anteriormente realçadas com grandes quantidades de ouro. Essa finalização, entretanto, nunca aconteceu em parte por causa da relutância de Michelangelo em remontar os andaimes, e também, provavelmente, pelo fato de que o ouro e principalmente o intenso azul poderiam distrair os espectadores da concepção pictórica do artista.
Algumas áreas foram, de fato, decoradas com ouro: os escudos entre os ignudi e as colunas entre os profetas e as sibilas. É provável que o douramento dos escudos fazia parte do plano original de Michelangelo, uma vez que tais elementos foram pintados para assemelharem-se a um certo tipo de escudo de desfile, uma parte dos quais ainda existente e usada em decoração num estilo similar de dourado.
O artista compôs um poema descrevendo as difíceis condições de trabalho durante a pintura do teto da Sistina:
| “ | I'o gia facto un gozo in questo stento chome fa l'acqua a' gacti in Lombardia o ver d'altro paese che si sia ch'a forza 'l ventre apicha socto 'l mento. La barba al cielo ella memoria sento in sullo scrignio e'l pecto fo d'arpia. e'l pennel sopra'l uiso tuctavia mel fa gocciando un ricco pauimento. E' lombi entrati mi son nella peccia e fo del cul per chontrappeso groppa e' passi senza gli ochi muouo inuano. Dinanzi mi s'allunga la chorteccia, e per piegarsi indietro si ragroppa, e tendomi com'archo soriano. Però fallace e strano surgie il iuditio che la mente porta ché mal si tra' per cerboctana storta. La mia pictura morta difendi ormai Giovanni e'l mio onore non sendo in loco ben né io pictore. | ” |

## Conteúdo
A temática mais notória da pintura no teto da capela aborda a doutrina da busca humana pela Salvação enquanto oferta de Deus por meio de Jesus, o Cristo, sendo representada através de metáforas visuais acerca da necessidade de aliança com o Criador. A velha aliança das tribos de Israel, por meio de Moisés, e a nova, por meio do Cristo, já estavam representadas nas paredes da Sistina antes da criação dos afrescos de Michelangelo. Alguns especialistas, entre eles Benjamin Blech e o historiador da arte do Vaticano Enrico Bruschini, têm destacado outras temáticas menores, descritas por eles como "ocultas" ou "esquecidas".

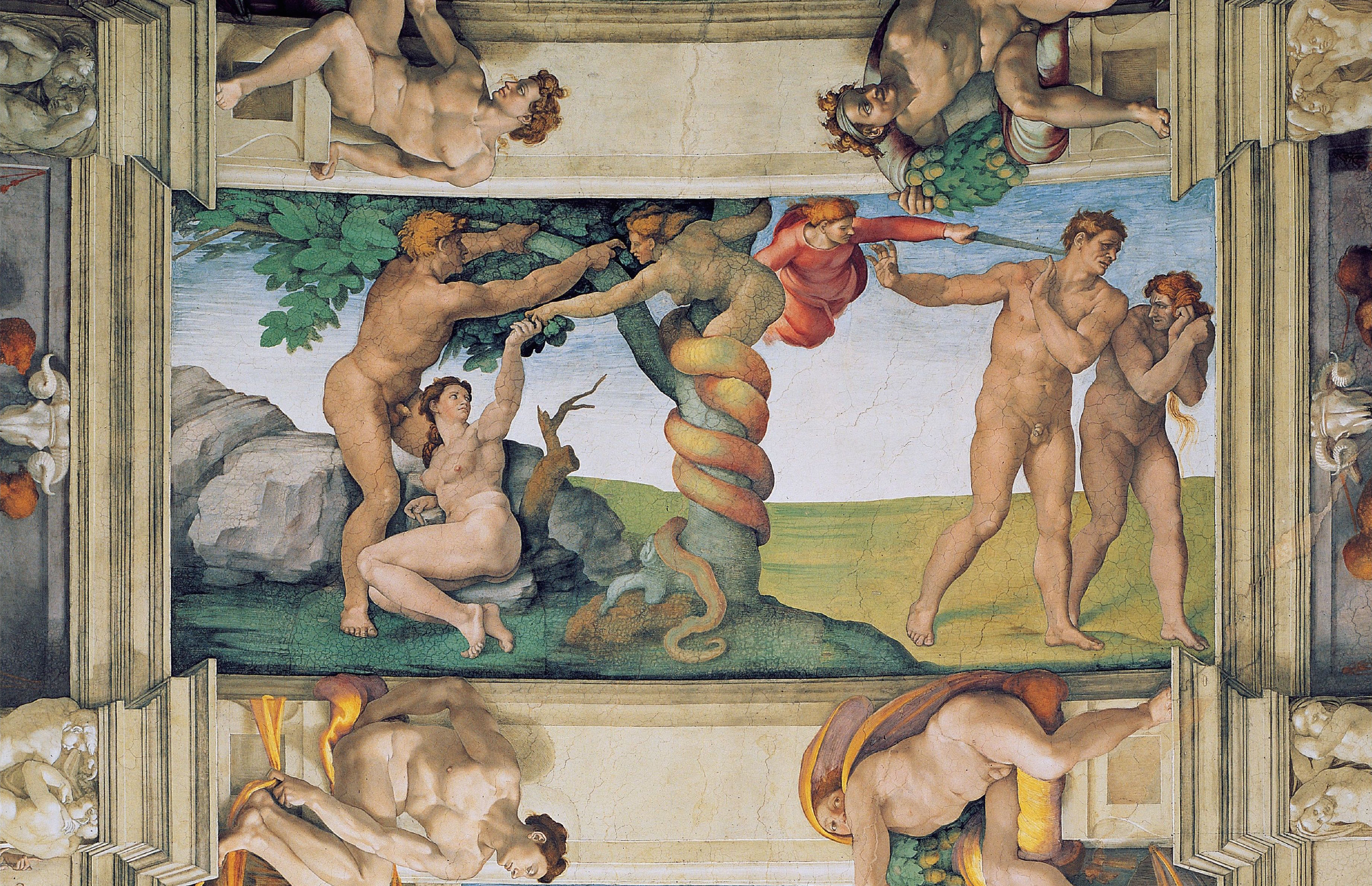
O pecado original e a expulsão do paraíso, retratando a perdição de Adão e Eva no Jardim do Éden.

Os componentes principais do afresco são nove cenas do livro bíblico de Gênesis, dentre os quais cinco menores são enquadradas e apoiadas, cada uma, por quatro figuras de jovens desnudos, também chamados de ignudi. A cada extremidade e sob cada cena, estão as representações de doze homens e mulheres que profetizaram o nascimento de Jesus. Nas áreas em forma de meia-lua, ou lunetas, acima de cada janela da capela, estão placas que enumeram os ancestrais de Jesus e figuras anexas. Acima dessas placas, nas triangulares enjuntas, mais oito grupos estão dispostos, embora não estejam associados a personagens bíblicos específicos. O plano é completado por quatro grandes pendículos de canto, cada um ilustrando uma história bíblica dramática.
Os elementos narrativos procuram transmitir a ideia de que Deus fez o mundo como uma criação perfeita, e nela inseriu a humanidade, que caiu em desgraça e foi punida com a morte e com a separação do Criador. O ser humano, então, afundou ainda mais em pecado e desonra, sendo assim castigado com o Grande Dilúvio. Através da linhagem ancestral – de Abraão a José – Deus enviou o Salvador. A vinda do Cristo foi antecipada por profetas de Israel e por sibilas do mundo clássico. Os vários componentes do afresco do teto são, dessa forma, ligados, por meio de acontecimentos bíblicos, a preceitos e convenções da doutrina cristã. Tradicionalmente, o Velho Testamento era percebido enquanto prelúdio do Novo Testamento. Muitos incidentes e personagens do primeiro eram comumente entendidos como diretamente relacionados de forma simbólica a um aspecto particular da vida de Jesus ou a algum elemento importante da doutrina do cristianismo ou do sacramento, como o batismo e a eucaristia.

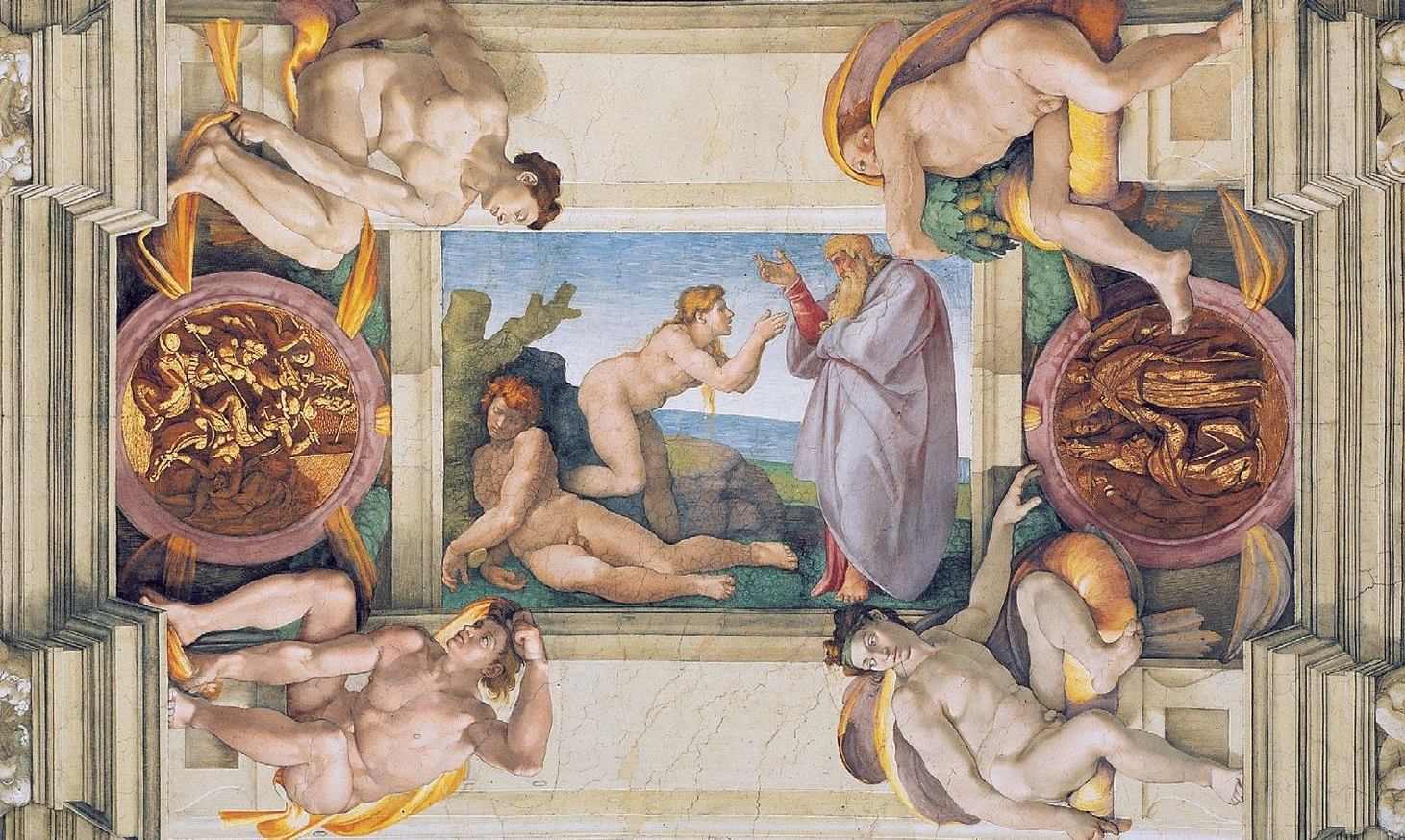
A Criação de Eva e seus ignudi e escudos de suporte.

Embora muito do simbolismo da arte do teto data do início da Igreja, o trabalho contém também elementos que expressam o pensamento específico do Renascimento, que buscava a reconciliação da teologia cristã com a filosofia do humanismo renascentista. Durante o século XV, na Itália, sobretudo em Florença, existia um grande interesse pelos estudos clássicos, principalmente do pensamento de Platão, Sócrates, entre outros intelectuais de enorme renome. Michelangelo, enquanto jovem adulto, ocupou muito do seu tempo na academia humanista estabelecida pela casa de Médici em Florença. Ele era familiarizado aos primeiros trabalhos esculturais de inspiração humanista, como o Davi de bronze de Donatello, o qual deu-lhe ímpeto para a criação de seu Davi de mármore, posto na piazza próxima ao Palazzo Vecchio, sede do conselho da cidade. A visão humanista entendia que o ser humano deveria responder ao seu igual, às responsabilidades sociais e a Deus de forma direta, sem intermediários como a Igreja. Essa ideia não se enquadrava na perspectiva católica. Enquanto a Igreja descrevia a humanidade enquanto essencialmente propensa ao pecado e à imperfeição, o humanismo pregava a visão do homem como potencialmente nobre e belo. Essas duas perspectivas não eram necessariamente incompatíveis aos olhos da Igreja, mas esta entendia a si mesma enquanto única agente de Deus, provedora do caminho para a "elevação do espírito, mente e corpo". Estar fora de sua congregação era estar fora do domínio da Salvação. No teto da Sistina, Michelangelo concebeu elementos artísticos inspirados em ambas as vias, a católica e a humanista, de uma forma em que elas não entram em conflito visual. A inclusão de figuras "não-bíblicas" como as sibilas ou os ignudi é amparada pela racionalização dos pensamentos cristão e humanista da renascença. Tal racionalização, entretanto, viria a se tornar alvo da contrarreforma.
A iconografia do teto é tida como dotada de várias possibilidades de interpretação, dentro das quais alguns elementos têm sido contrapostos pela academia moderna. Outras questões, como a da identidade das figuras das lunetas e enjuntas, continuam até hoje em debate. Acadêmicos atuais têm procurado, ainda que de forma malsucedida, determinar uma fonte escrita do programa teológico empregado na arte do teto, questionando-se se todo o plano foi de fato fruto da inventividade e das escolhas do artista, considerado um ávido leitor das escrituras sagradas e até mesmo um gênio. Também do interesse de alguns estudiosos, é a investigação acerca da forma como o estado espiritual e psicológico de Michelangelo afetou e se refletiu na iconografia e na expressão artística dos afrescos. Dentro das indagações circundantes, problematiza-se e também especula-se sobre o tormento de Michelangelo entre seus desejos homossexuais e sua fé passional cristã.

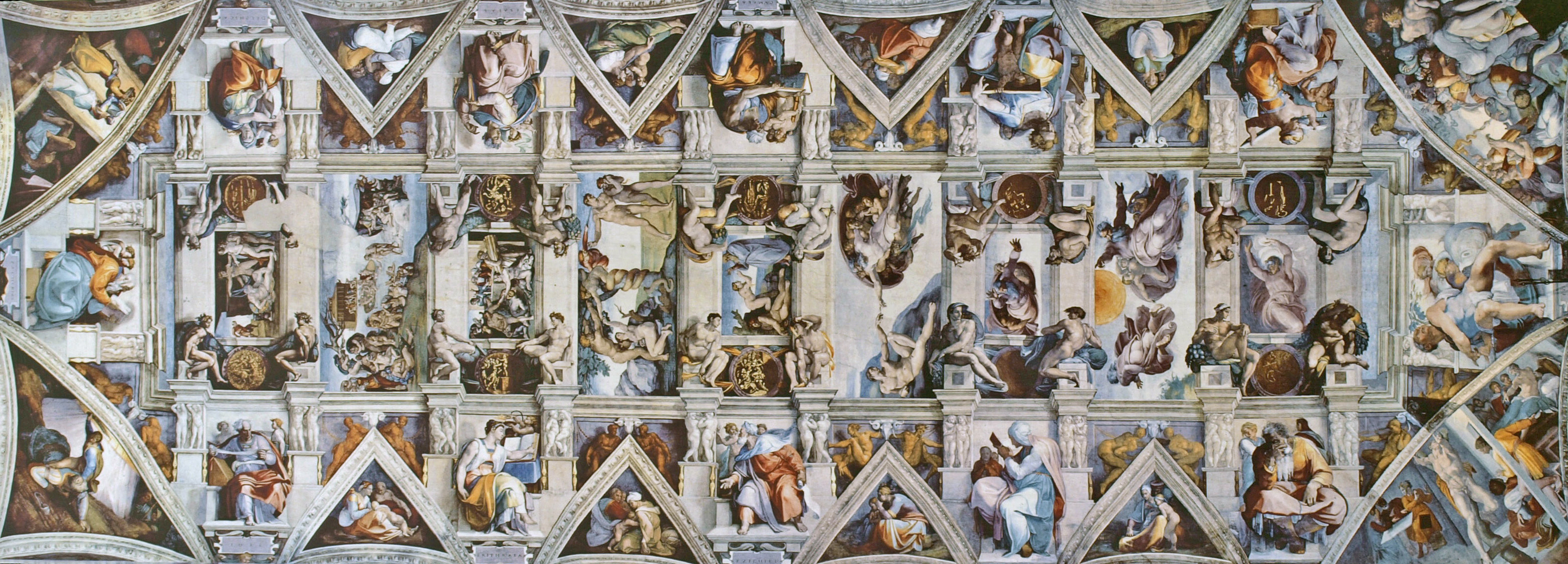
O teto da Capela Sistina, de "uma imaginação artística sem precedentes".

## Plano arquitetônico

### Real
A Capela Sistina possui 40,9 m de comprimento e 14 m de largura. Embora a altura total do edifício seja de 20,7 m, os afrescos do teto elevam-se a 13,4 m do piso. A abóbada tem um complexo design, e é improvável que fizesse parte da intenção de construção original tamanho nível de elaboração decorativa. Pier Matteo d'Amelia proveu o plano de decoração com os elementos arquiteturais escolhidos e o teto foi pintado de azul pontilhado com estrelas douradas, similar ao da Cappella degli Scrovegni, em Pádua, fruto do trabalho de Giotto di Bondone.
As paredes da construção possuem três fileiras horizontais com seis janelas na superior de cada lado. Há, ainda, duas janelas em cada fundo, que foram fechadas acima do altar quando o Juízo Final de Michelangelo foi pintado, obliterando duas lunetas. Entre as janelas, estão os grandes pendículos, que servem de apoio à abóbada. Em meio a eles, apresentam-se os arcos triangulares, ou enjuntas, cortados nas áreas da abóbada acima de cada janela. Elevando-se sobre os pendentes, o teto é inclinado suavemente, sem muito desvio horizontal. Tais características constituem a arquitetura "real". Michelangelo, em adição, foi responsável pela concepção da arquitetura "ilusória".

### Simbólico

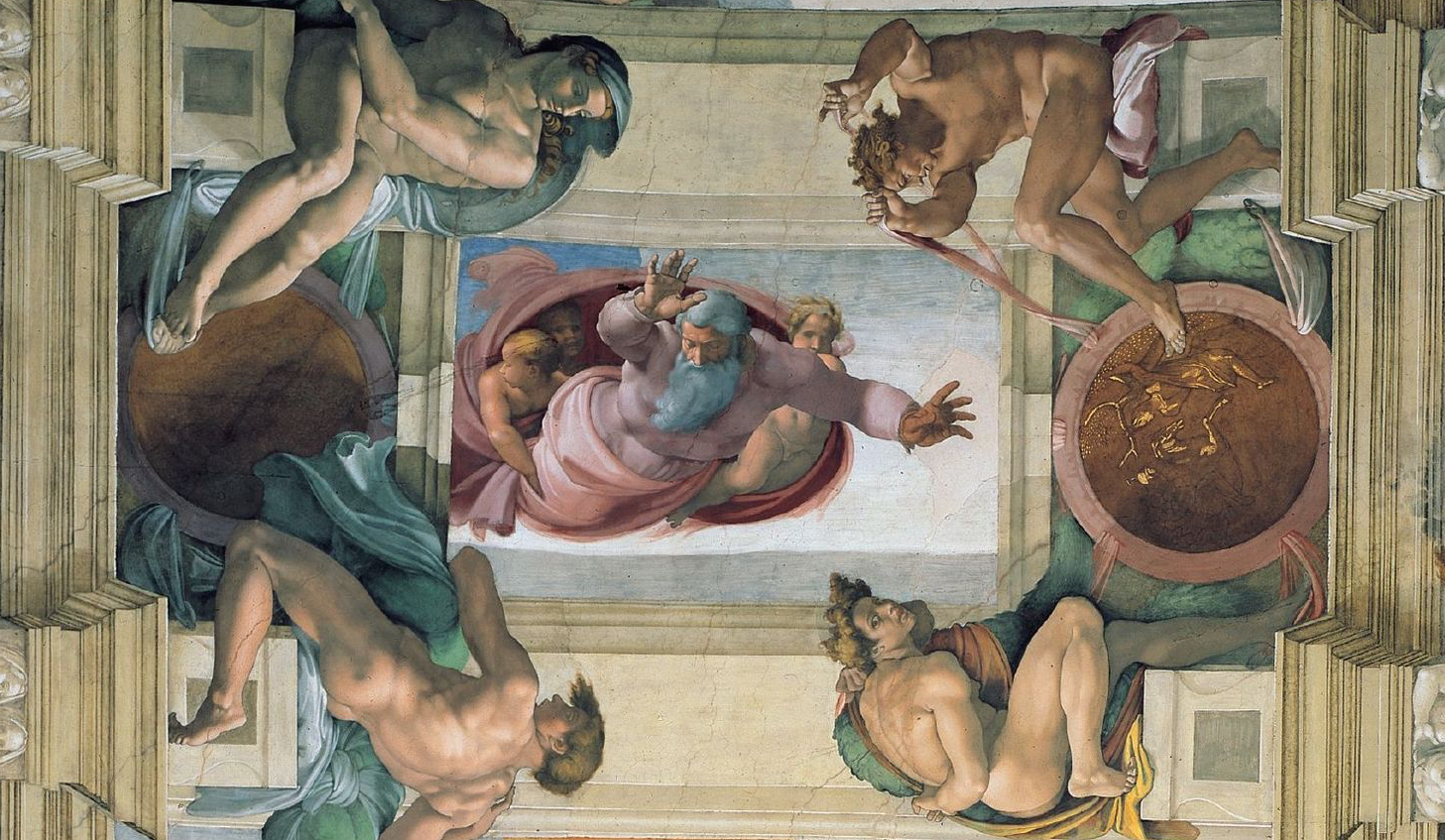
Deus a separar a terra da água, onde há evidente arquitetura ilusória, com elementos pintados à semelhança de itens arquitetônicos reais. O trecho também apresenta escudos e os ignudi anexos.

O primeiro componente no plano da arquitetura ilusória é uma definição dos elementos arquitetônicos reais por meio da acentuação das linhas onde as enjuntas e os pendículos cruzam a curva da abóbada. Michelangelo pintou esse trecho como um percurso assemelhante a uma moldura de pedra esculpida. Esta possui dois motivos que se repetem, fórmula essa comum à arquitetura clássica. Um dos ornatos empregados foi o de bolota, simbolizando as famílias de Sisto IV, que ordenou a construção da capela, e de Júlio II, que encomendou os trabalhos de Michelangelo. O outro foi de vieira, um dos símbolos da Madona, para cuja assunção a capela foi dedicada, em 1483. A coroa da parede ergue-se acima das enjuntas, para uma fortemente destacada cornija pintada e estendida em torno do teto, servindo de separação entre as áreas pictóricas acerca de cenas bíblicas e as áreas de profetas, sibilas e de ancestralidade de Cristo, que, de forma literal ou figurativa, servem de suporte às narrativas. Dez amplas cruzarias de abóbada de travertino pintadas interceptam o teto e o dividem em espaços de amplitude e estreitura alternadas, numa malha que proporciona a todas as figuras um lugar definido.
Um grande número de figuras menores é integrado à ilusão de arquitetura que se manifesta na pintura, cujo propósito é puramente decorativo. Inclusos, estão dois falsos putti de mármore abaixo da cornija de cada cruzada de abóbada, ambos compostos por um casal cada; cabeças de carneiro feitas de pedra estão dispostas no ápice de cada enjunta; representações desnudas de pele cobreada em poses variadas, escondendo-se nas sombras, escoram-se entre as enjuntas e as cruzadas como bibliocantos; mais putti, vestidos e desnudos, apresentam-se em diferentes posições, como suportes para as placas de identificação dos profetas e sibilas. Acima da cornija e para cada lado dos cenários narrativos menores, estão escudos, ou medalhões. Eles são emoldurados por um total de mais de vinte figuras, chamadas ignudi, que não fazem parte da arquitetura ilusória, mas sentam-se em plintos, com os pés fixados nas cornijas. Pictoricamente, os ignudi aparecem como ocupantes dos intervalos, ou divisões, entre as narrativas.

## Plano pictórico

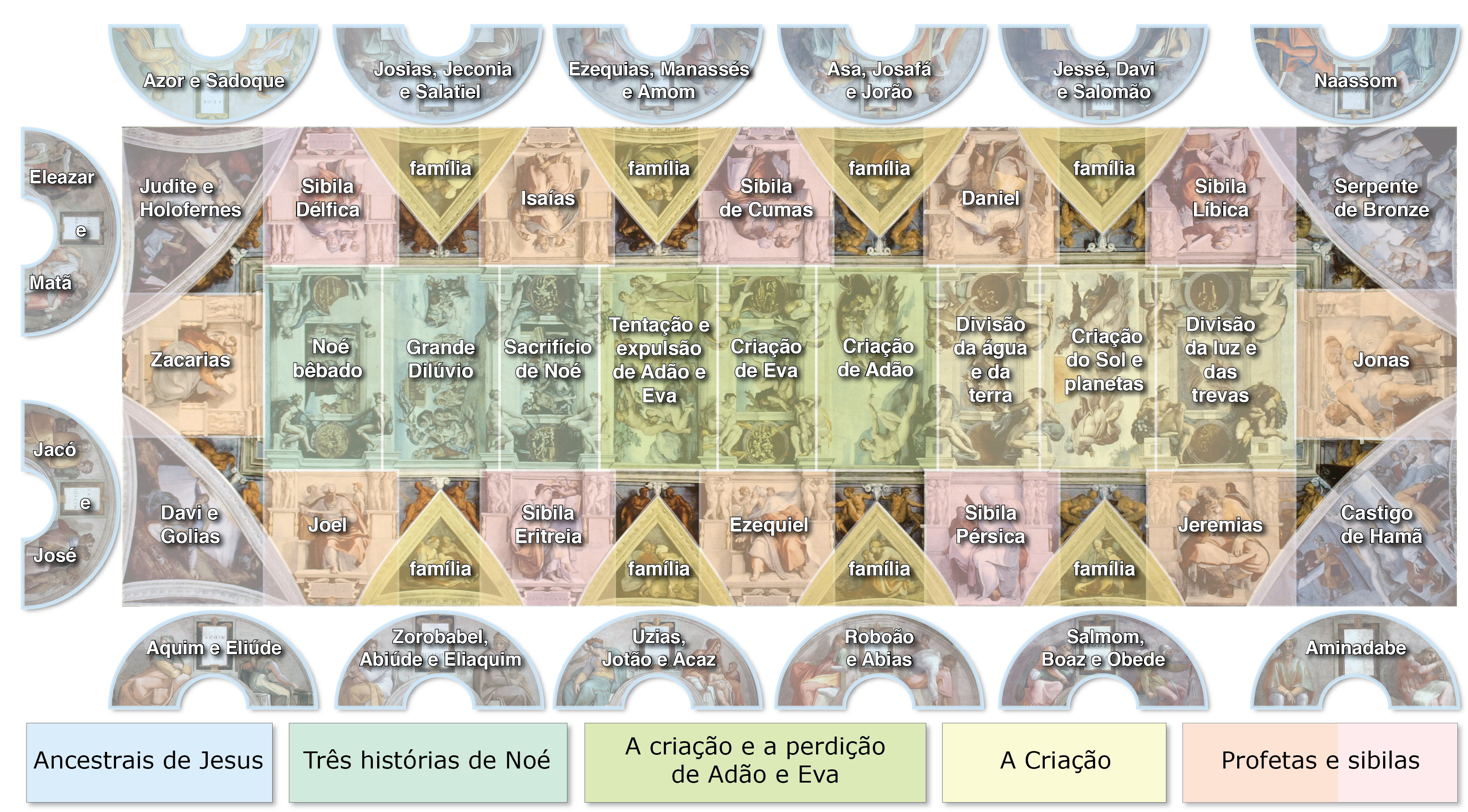
Esquemática pictórica dos elementos do teto, evidenciando as representações nas cenas narrativas e as seções temáticas.

### Nove cenas do Gênesis

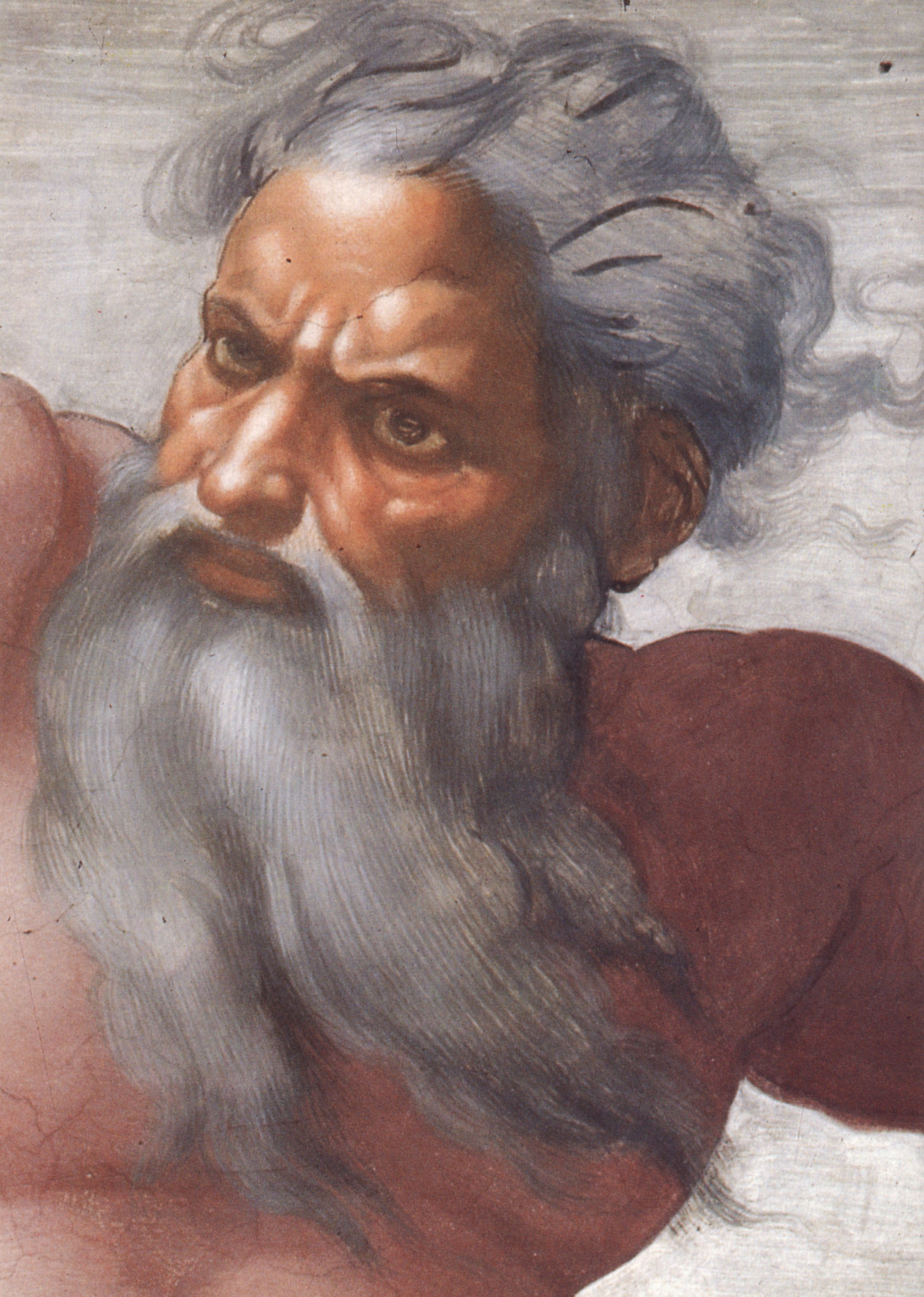
Detalhe da face de Deus.

Ao longo das seções centrais do teto, Michelangelo buscou retratar nove acontecimentos do Gênesis, o primeiro livro da Bíblia. As histórias são representadas por três arcos de três painéis cada, com tamanhos variados. O primeiro grupo evidencia as cenas de Deus a criar os Céus e a Terra. O segundo, a criação do primeiro homem e da primeira mulher, sua desobediência e o consequente exílio e afastamento do Criador. O terceiro, a peleja da Humanidade refletida na família de Noé.
As imagens não se apresentam em estrita ordem cronológica. Sendo entendidas por meio de três arcos, as representações se complementam e servem de suporte umas as outras, da mesma usual forma empregada nos vitrais da arte medieval. As três seções — criação, queda e destino da humanidade — aparecem em ordem reversa quando visualizadas a partir da entrada da capela. Cada uma das cenas, contudo, foi pintada para ser observada a partir do altar. Isso não é facilmente aparente à apreciação de uma cópia da obra, mas se torna evidente presencialmente, ao contemplar a abóbada. Paoletti e Radke sugerem que essa progressão reversa simboliza o retorno ao estado da graça divina.
As cenas, do altar à entrada principal, ordenam-se de forma que a primeira constitui a Separação da luz e das trevas; a segunda, a Criação do sol e da lua; a terceira, a Separação da terra e da água; a quarta, a Criação de Adão; a quinta, a Criação de Eva; a sexta, O pecado original e a expulsão do paraíso; a sétima, o Sacrifício de Noé; a oitava, o Grande Dilúvio; e a nona, o Noé Embriagado.

#### A Criação
As três imagens da Criação à luz do primeiro capítulo do Gênesis tratam da história da transformação da Terra e de tudo contido nela em seis dias e o descanso do Criador no sétimo. A primeira destina-se especificamente ao primeiro dia, quando Deus cria a luz e a separa das trevas. Cronologicamente, a cena seguinte é retratada no terceiro painel, no qual, no segundo dia, Deus divide as águas e os céu. Na imagem central, a maior das três, há duas representações de Deus. No terceiro dia, Ele cria a terra e faz brotar as plantas. No quarto, Ele põe o Sol e a Lua em seus lugares para governarem o dia e a noite, o tempo e as estações do ano. De acordo com o primeiro livro bíblico, no quinto dia, Deus cria as criaturas dos ares e as das profundezas das águas, mas os painéis não retratam esse momento. Do mesmo modo, não há representação da criação das criaturas da terra no sexto dia.
Essas três cenas, completas no terceiro estágio da pintura, são as mais amplamente imaginárias, as mais trabalhadas e mais dinâmicas de todas as que compõem o afresco do teto. Sobre a primeira, Vasari comenta "(...) Michelangelo retratou Deus dividindo a luz da escuridão, evidenciando-O em toda a sua majestade, com a figura a repousar em sua própria autossustentação, os braços estendidos, numa revelação de amor e poder inventivo."

#### Adão e Eva

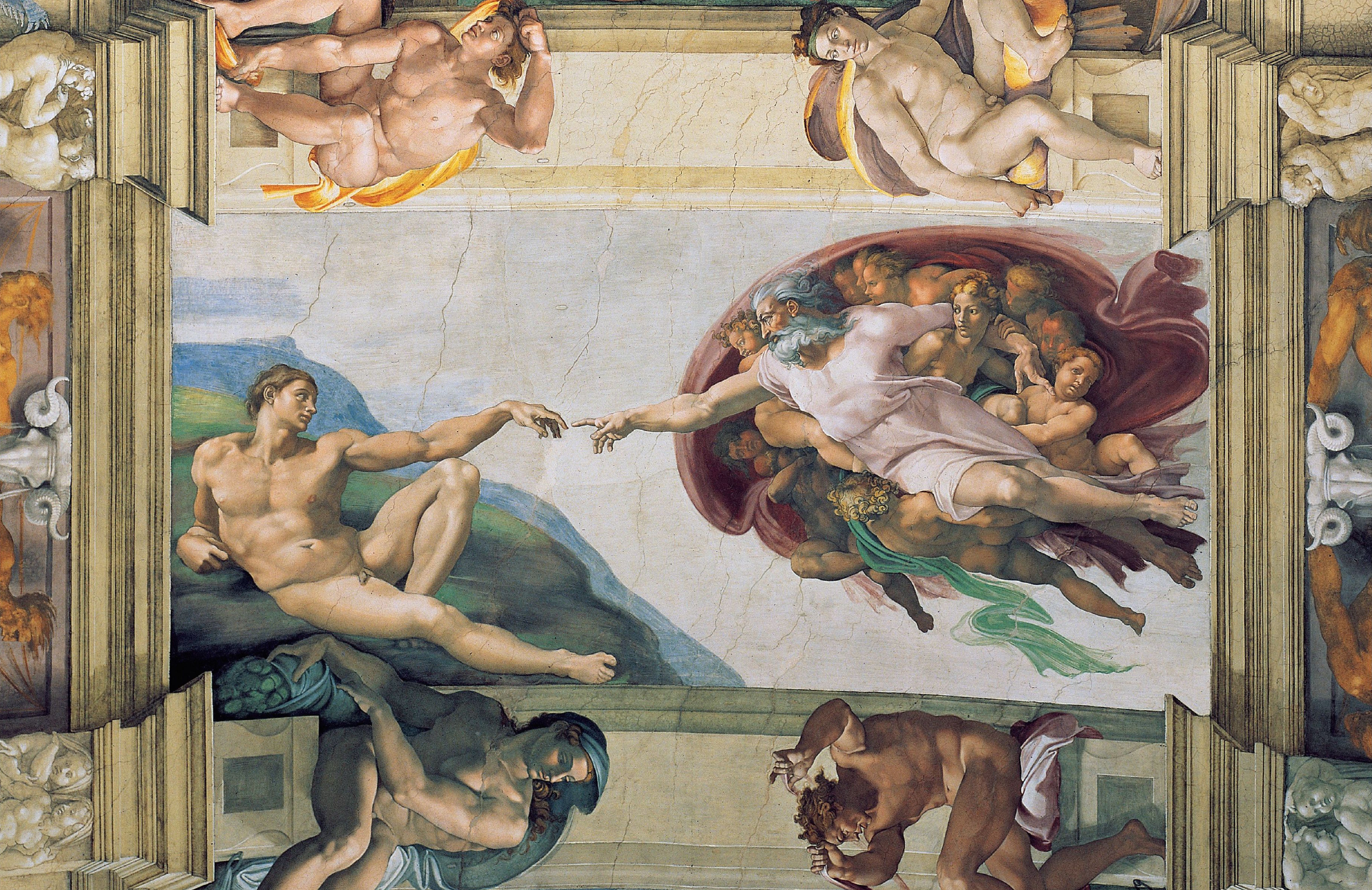
A Criação de Adão e seus ignudi de suporte.

Para a seção central do teto, Michelangelo tomou como influência quatro episódios da história de Adão e Eva como é contada nos três primeiros capítulos do primeiro livro bíblico. Nessa sequência de três painéis, dois deles são grandes e um menor. No primeiro, que contém uma das imagens mais famosas, hoje, da história da arte, Michelangelo retratou Deus aproximando-se para tocar Adão, personagem esse, nas palavras de Vasari, "representado por uma figura de uma beleza, postura e contornos tais que [Adão] parece ter sido criado naquele momento, pelo Supremo Criador, e não por desenhos e pinceladas de um mortal." Por baixo de Seu braço, Eva observa o acontecimento de forma levemente apreensiva. A "glória" de Deus, representada pela área escurecida em Sua volta, tem a mesma geometria anatômica de um cérebro humano.
A cena central, de Deus a criar Eva a partir da costela de um Adão adormecido, tem sua composição diretamente relacionada a outra obra, os painéis em relevo dispostos em volta da porta da Basílica de São Petrônio, em Bolonha, por Jacopo della Quercia, cujo trabalho foi estudado por Michelangelo durante a juventude.
No painel final dessa sequência, Michelangelo combinou duas cenas contrastantes numa só composição, de Adão e Eva com fruto proibido da Árvore da Ciência do Bem e do Mal, ela recebendo-o confiantemente das mãos da Serpente e ele avidamente tomando-o para si mesmo; e a expulsão do casal do Jardim do Éden — onde viveram na companhia do próprio Criador — com destino  ao mundo exterior, onde tiveram que se defender sozinhos e vivenciar a morte.

#### História de Noé
Da mesma maneira que a primeira sequência, a história de Noé é contada a partir de três painéis temáticos em vez de cronológicos, tratando de conteúdos presentes entre os capítulos seis e nove do Gênesis. Na primeira cena, é mostrado o sacrifício do cordeiro. Vasari, escrevendo sobre essa cena, confunde-a história de Caim e Abel, na qual o sacrifício do segundo foi aceitável para Deus e o do primeiro, não. Em verdade, esse painel retrata o sacrifício feito pela família de Noé após sobreviver ao Grande Dilúvio, que destruiu o restante da população humana.

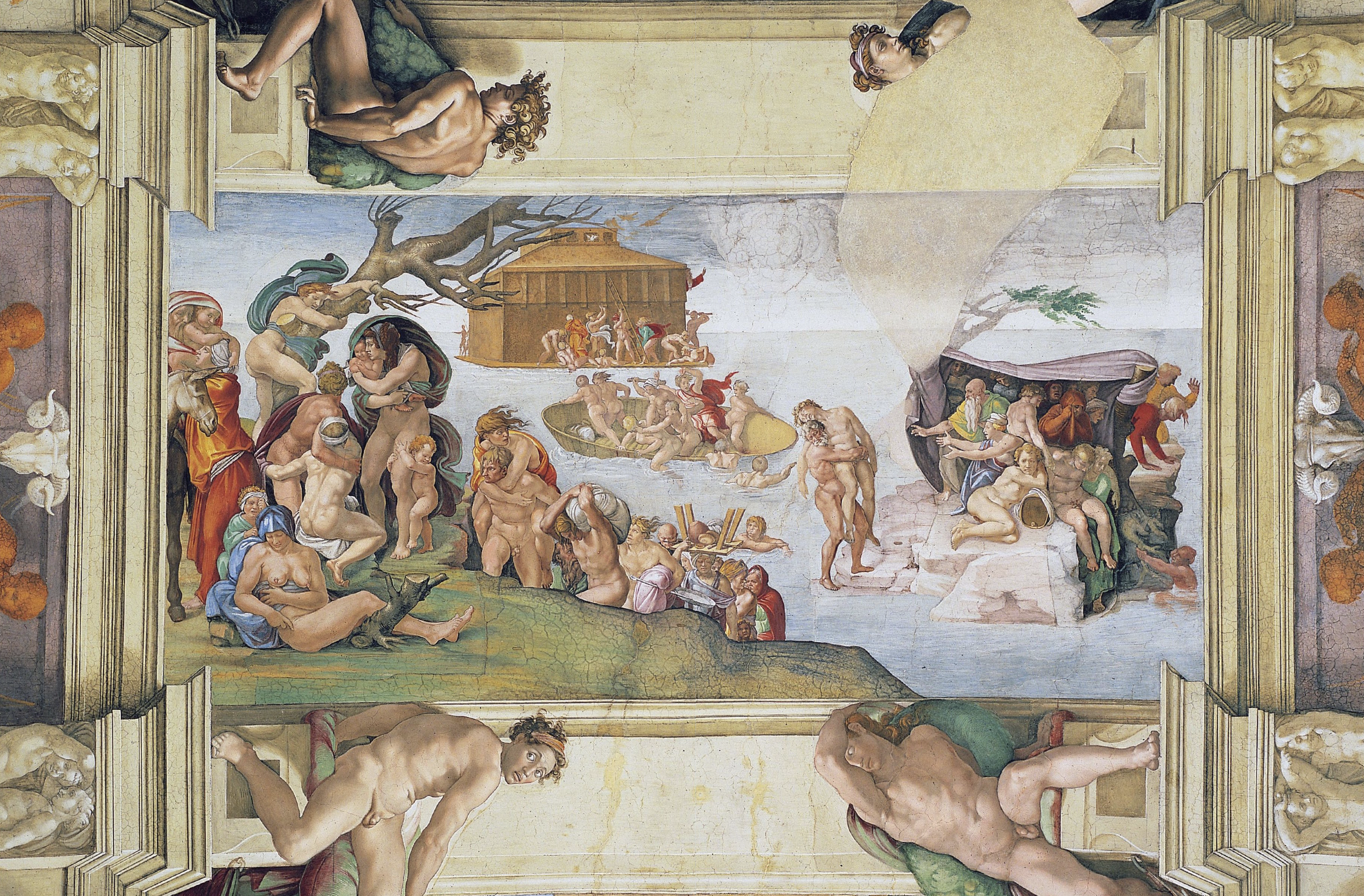
O grande dilúvio e seus ignudi de suporte.

O painel central, maior, evidencia o evento do Dilúvio. A Arca por meio da qual a família de Noé escapou viva do evento flutua ao fundo do afresco enquanto o resto da humanidade tenta freneticamente subir num ponto seguro em busca da sobrevivência. A cena, além de possuir um maior número de figuras pintadas, é a que mais combina com o formato dos trabalhos presentes nas paredes da capela. O último painel retrata a embriaguez de Noé. Após o Grande Dilúvio, o patriarca da família cultivou o solo e criou videiras. Este trecho da história é mostrado ao fundo do afresco. Noé, com o vinho produzido a partir de sua plantação, embriagou-se e, assim, desnudou-se. Seu filho mais novo, Cam, vendo-o descomposto, chamou seus dois irmãos, Sem e Jafé para observar o pai. Os dois outros filhos de Noé, entretanto, cobriram o pai de olhos fechados. Após recobrar a consciência, o patriarca amaldiçoou o filho mais novo e demandou que seus descendentes vindos de Cam, a partir de Canaã, servissem aos descendentes de Sem and Jafé. Juntos, os três afrescos procuram mostrar a longa jornada do ser humano desde a perfeita criação de Deus. Foi por meio de Sem e das Tribos de Israel vindouras, contudo, que a possibilidade da Salvação veio a surgir.
Por Michelangelo ter executado as nove cenas bíblicas em ordem cronológica reversa, alguns estudiosos analisam o conjunto de afrescos com o painel Noé embriagado como o "início" da obra. A interpretação neoplatônica de Charles de Tolnay, por exemplo, coloca a história de Noé no começo do conjunto e o ato da Criação na conclusão do deificatio, num retorno da narrativa do físico ao espiritual.

#### Escudos

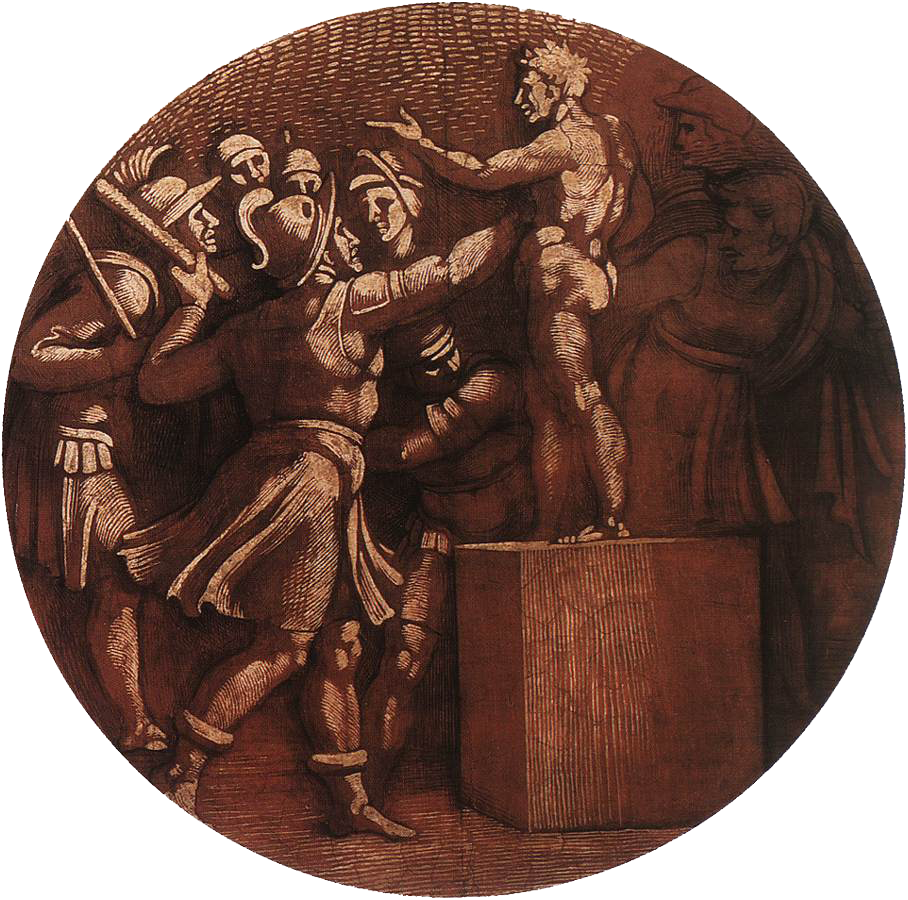
Ídolo de Baal, evidenciando a pintura linear e as formas definidas em folheamento a ouro.

Adjacentes às cenas bíblicas menores e apoiados por ignudi, estão dez escudos circulares, por vezes descritos como pintados para lembrar bronze. Exemplares deste tipo específico de item, contudo, são comuns nas formas lacada e dourada de madeira, decorados com figuras do Velho Testamento ou do livro dos Macabeus em escrituras apócrifas.
As temáticas nesses itens envolvem geralmente os mais macabros ou infames dos episódios bíblicos, a única exceção sendo o de Elias a ascender aos Céus na Carruagem de Fogo, deixando seu manto a cair sobre Eliseu. O vida de Elias enquanto profeta, contudo, foi marcada por acusações e alertas para o arrependimento, e o propósito de seu translado aos Céus é tradicionalmente interpretado como tendo objetivado sua presença diante de Deus para que pudesse condenar Israel por seus pecados. Em quatro dos mais elaborados "medalhões", o espaço é preenchido por figuras em ação violenta, similarmente ao desenho A Batalha de Cascina.
A aplicação de ouro nos escudos, em contraste com a falta de douramento no restante do teto, serve, de certa forma, como ligação aos afrescos das paredes, de forma a combinar as composições artísticas. Em alguns detalhes das pinturas murais, o folheamento a ouro foi ricamente aplicado, notavelmente nos trabalhos de Perugino, nos quais esse incremento serviu não só para minuciar as vestes das figuras pintadas, mas também dobras por meio de gradações sutis de densidade de douro. Esta técnica, escolhida e experimentada por Michelangelo, foi possivelmente inspirada pelos medalhões presentes no arco do triunfo romano da peça Castigo dos Rebeldes, de Botticelli.
Os medalhões, ou escudos, representam as cenas de Abraão e o sacrifício de Isaac; a destruição da estátua de Baal; os adoradores de Baal sendo brutalmente assassinados; o espancamento de Urias até a morte; o profeta Natã condenando o rei Davi por assassínio e adultério; Absalão, filho traidor do rei Davi, pego pelos cabelos na árvore enquanto tentava escapar e sua decapitação pelas tropas do rei; Joabe buscando matar Abner; Jorão sendo lançado de uma carruagem e caindo de cabeça; Elias subindo aos Céus; e o último dos elementos, cuja composição apagou-se ou nunca foi completada, localizado à esquerda de Deus a separar a terra da água.

### Doze figuras proféticas
Nos cinco pendículos de cada lado da capela e em dois à entrada e ao fundo, Michelangelo pintou as maiores figuras do teto: os doze indivíduos que profetizaram ou revelaram algum aspecto da vinda do Messias. Destas, sete foram profetas de Israel do sexo masculino. As restantes constituíram-se por entidades do Mundo Clássico chamadas sibilas, do sexo feminino. Entre as de posição privilegiada, estão as do profeta Jonas, posicionado acima do altar, e de Zacarias, na extremidade oposta. Os vates restantes foram alternados nas laterais do edifício, todos identificados por uma inscrição em painéis de mármore apoiados por putti. Em totalidade, as representações proféticas são compostas por Jonas  (IONAS); Jeremias (HIEREMIAS); a sibila Pérsica (PERSICHA); Ezequiel (EZECHIEL); a sibila Eritreia (ERITHRAEA); Joel (IOEL); Zacarias (ZACHERIAS);  a sibila Délfica (DELPHICA); Isaías (ESAIAS); Ciméria, a Sibila de Cumas (CVMAEA); Daniel (DANIEL); e a sibila Líbica (LIBICA).

#### Profetas
Os sete profetas de Israel escolhidos para a composição da pintura incluem parte dos chamados profetas maiores, notadamente Isaías, Jeremias, Ezequiel e Daniel. Dos doze  profetas menores, foram escolhidos Jonas, Joel e Zacarias. Embora estes últimos sejam considerados "menores" em decorrência do comparativamente diminuto número de páginas de suas profecias na Bíblia, todos eles produziram vaticínios de profunda significância. Frequentemente citados, alguns de seus ditos serviram de inspiração para a concepção do plano decorativo de Michelangelo, a exemplo do pensamento de Joel que diz "Vossos filhos e filhas profetizarão, vossos idosos terão sonhos e sua juventude terá visões" e se reflete no afresco, onde mulheres têm seu lugar entre os homens e um jovem Daniel senta-se à frente de um pensativo e velho Jeremias. A posição de Zacarias, que uma vez disse "Veja! O seu rei vem até você, humilde e montado num jumento", é diretamente acima da porta por meio da qual o papa sai em procissão no Domingo de Ramos, dia no qual Jesus cumpriu a predição do profeta ao percorrer o caminho até Jerusalém num jumento, sendo proclamado Rei.
O principal vaticínio de Jonas discorreu sobre a queda da cidade de Nínive, e, embora seu grande feito não guarde relação direta com sua posição no altar-mor, ele é considerado uma personalidade de inestimável importância para a Igreja, significância essa facilmente percebida nos incontáveis trabalhos artísticos, de manuscritos a vitrais, em que sua figura é utilizada. Jonas, por sua desobediência a Deus, foi engolido por um "poderoso peixe". Após permanecer por três dias na barriga do animal, ele foi cuspido para terra firme, onde passou a se dedicar ao trabalho do Senhor. Jonas foi, assim, visto como um profetizador da vinda do Cristo, que viria a morrer por crucificação, jazer por cerca de três dias numa tumba e então ressuscitar. Dessa forma, no teto da Sistina, Jonas, com o "grande peixe" atrás de si e com seus olhos direcionados ao Criador, representaria um "portento" da Ressurreição de Jesus.
Em sua descrição acerca dos profetas e sibilas, Vasari mostra particular apreço à representação de Isaías: "Qualquer um que estuda essa figura, copiada tão fielmente da natureza, a verdadeira mãe da arte da pintura, achará um trabalho belamente composto e capaz de ensinar em completa medida todos os preceitos a serem seguidos por um bom pintor.”

Profetas
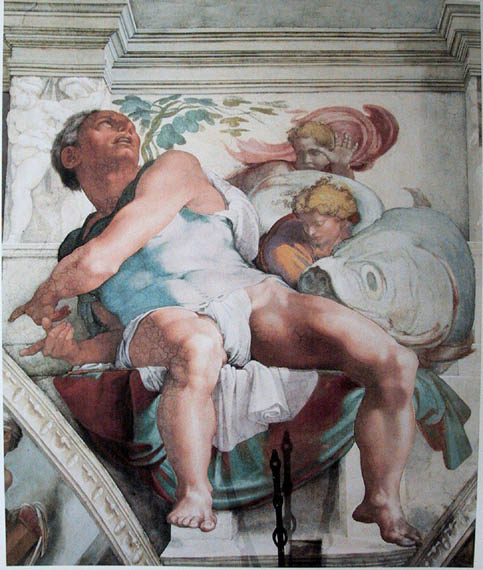
Jonas
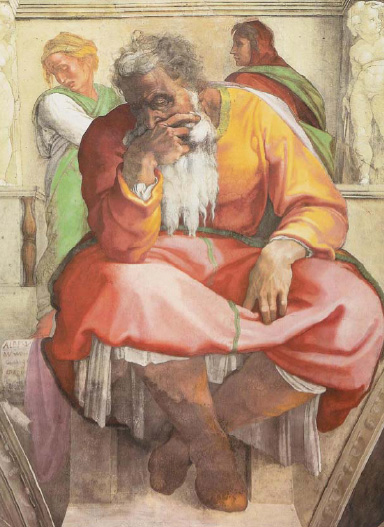
Jeremias
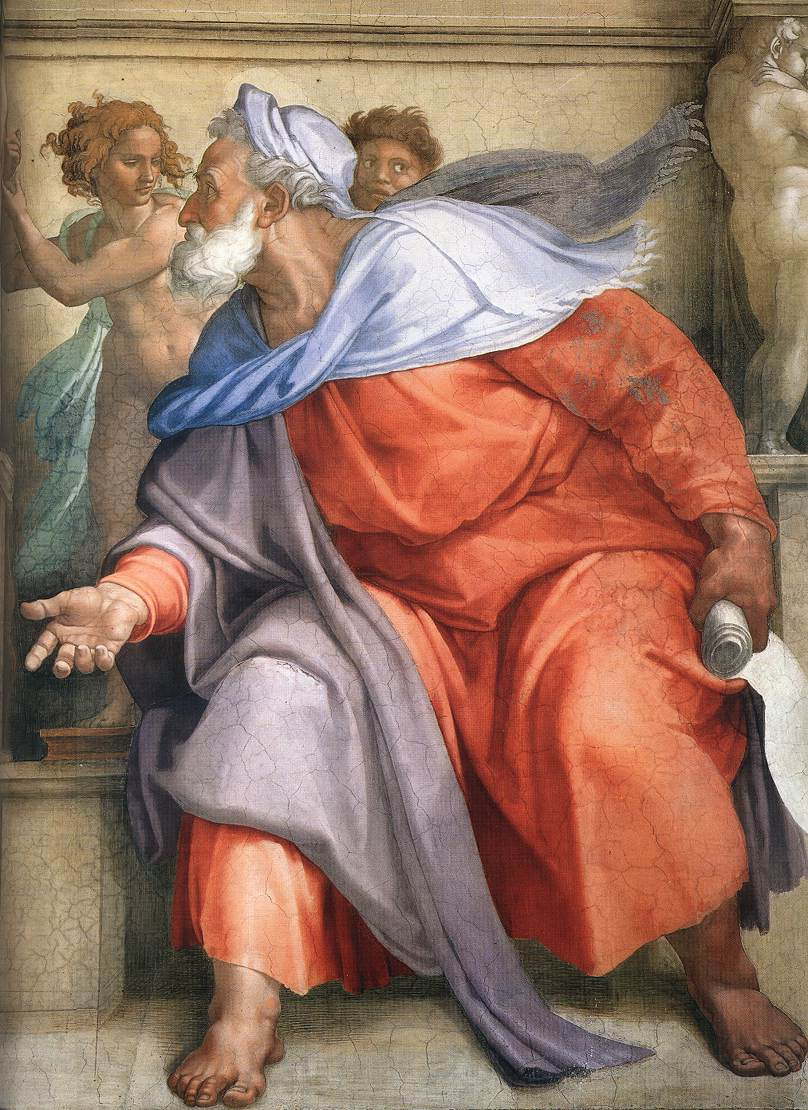
Ezequiel
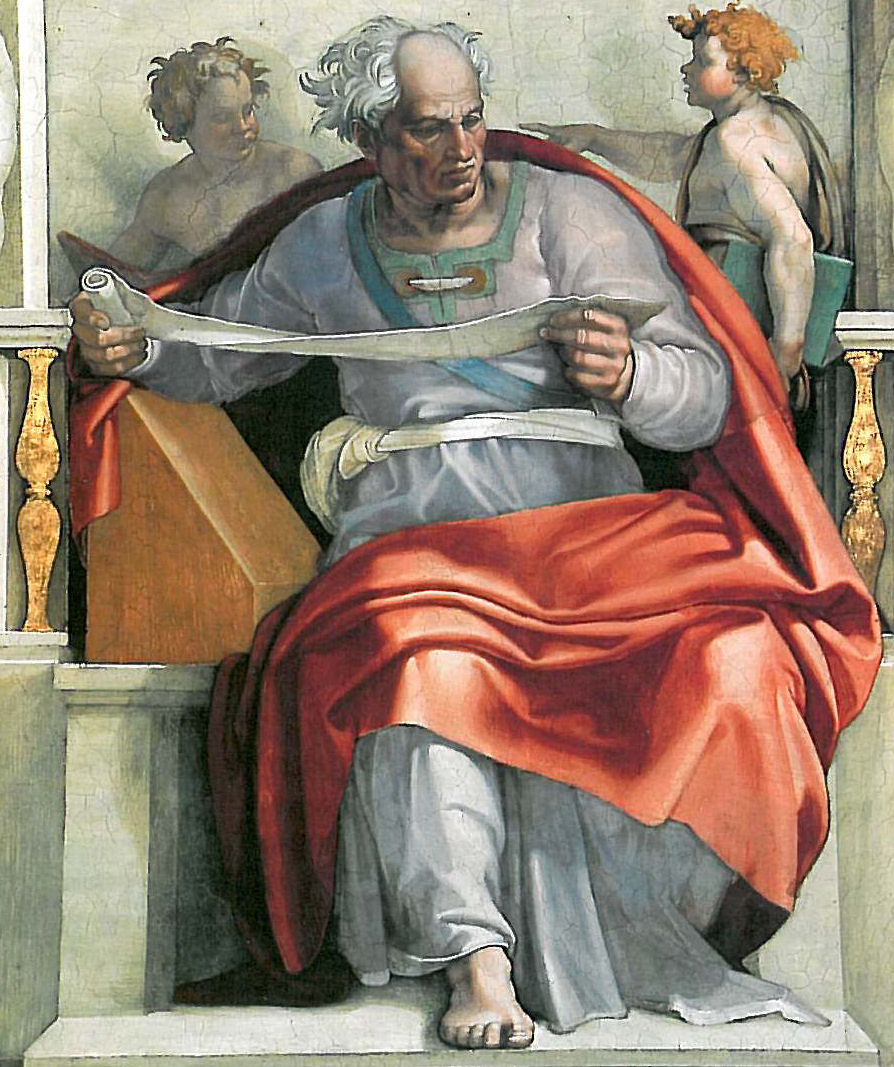
Joel
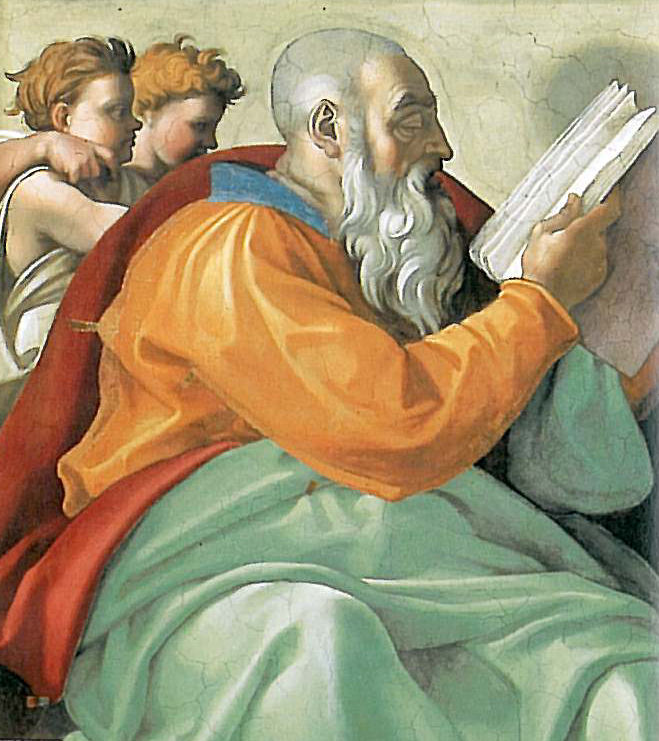
Zacarias
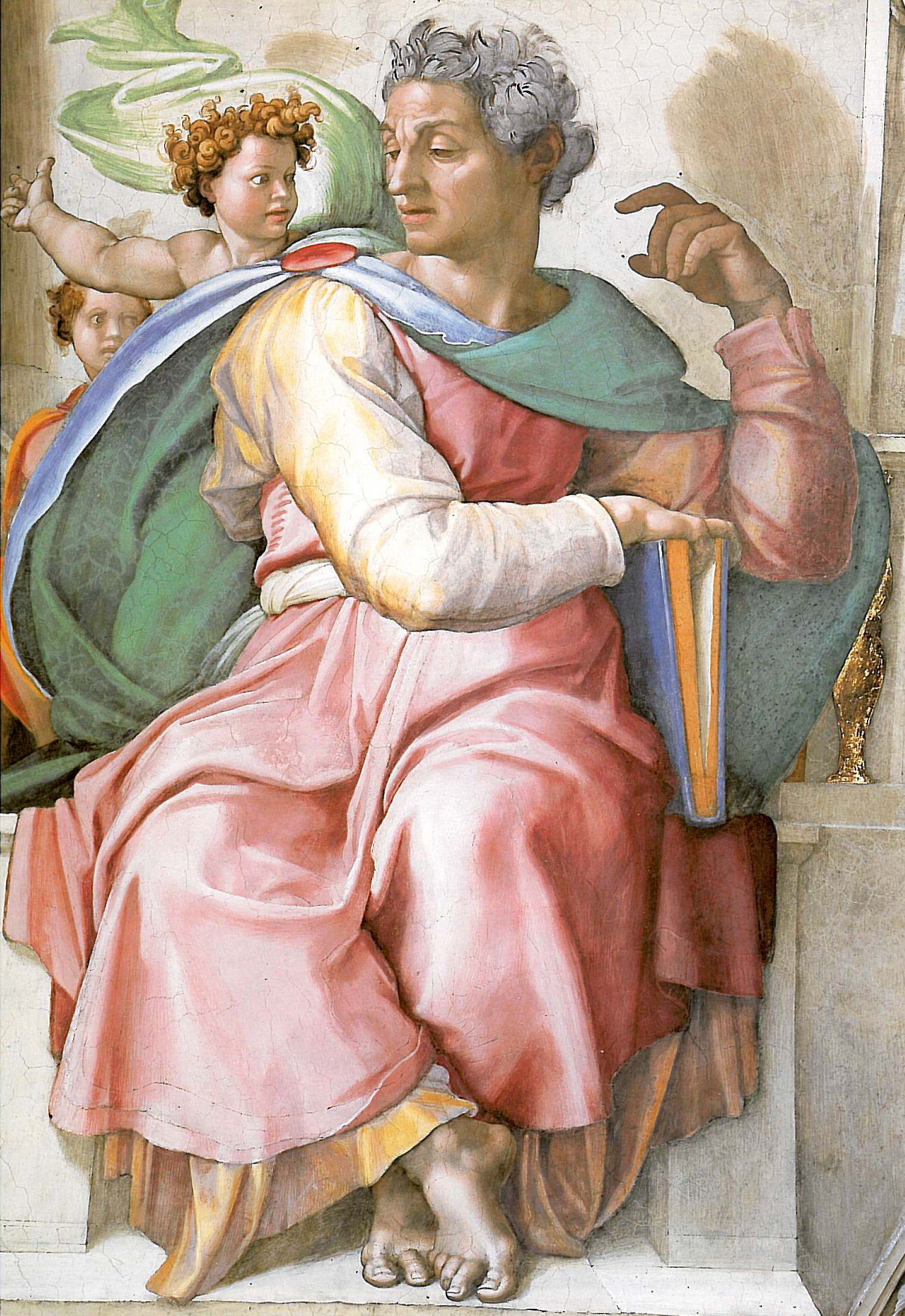
Isaías
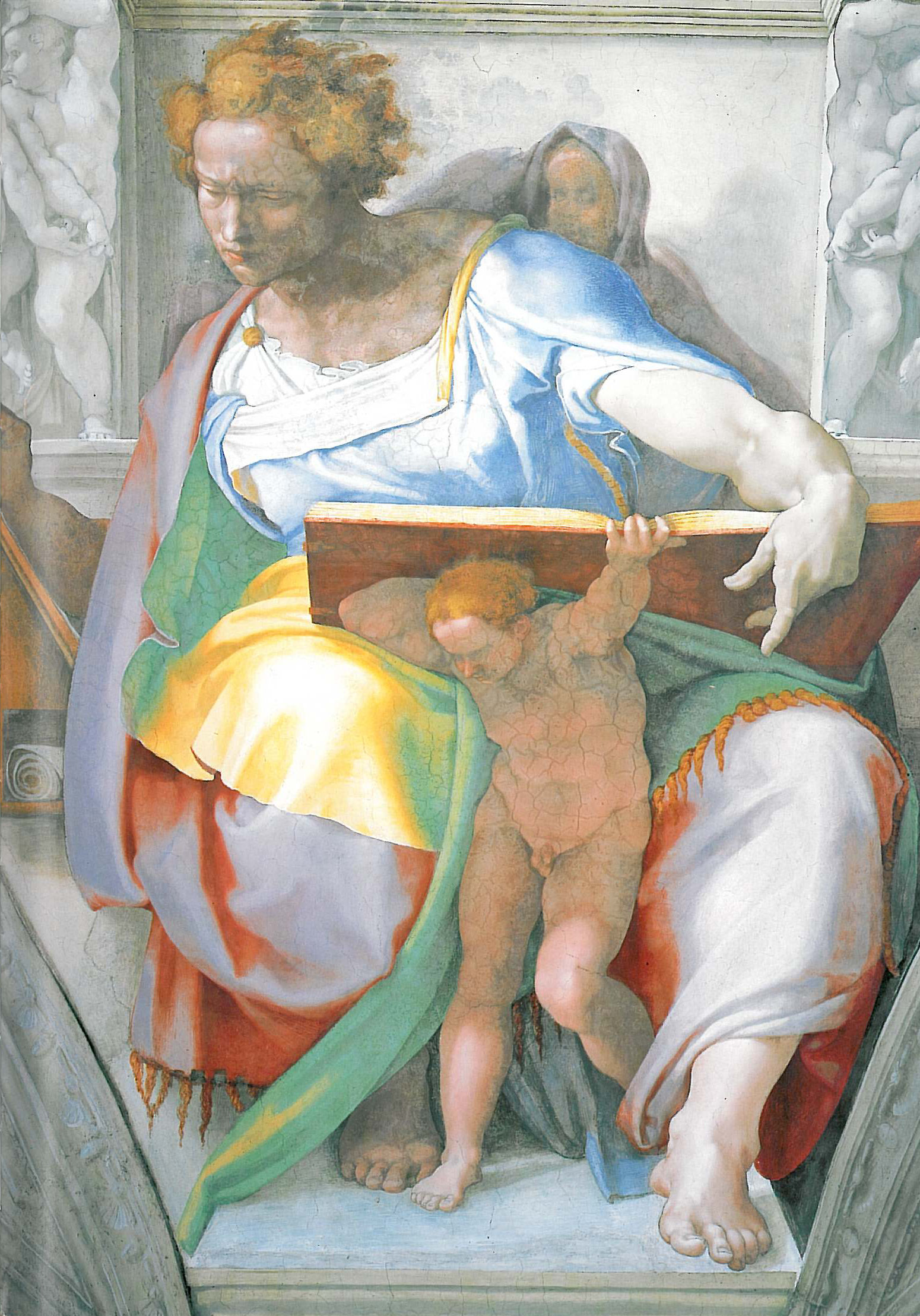
Daniel

#### Sibilas
As sibilas foram profetizas residentes dos santuários ou templos do Mundo Clássico, representando, portanto, a cultura do paganismo. As cinco retratadas no afresco tornaram-se conhecidas por terem predito o nascimento do Messias. A sibila de Cumas, por exemplo, é citada por Virgílio na sua quarta écloga como declarante de que "uma nova progenitura dos Céus" traria o retorno da Era dourada, o que foi interpretado como uma referência a Jesus.
Na doutrina cristã, o Messias veio não só para os Judeus, mas também para os gentios. Acredita-se que Deus, preparando o mundo para o nascimento de Jesus, usou ambos os povos. Diz-se que, ao acontecer do evento, o anúncio foi feito tanto para os ricos quanto para os pobres, para os fortes e fracos, para os judeus e gentios. Os "Três Homens Sábios" — os Três Reis Magos da Bíblia — viajantes ao encontro do nascido Rei com presentes valiosos eram estrangeiros pagãos.
Na Igreja de Roma, onde havia um crescente interesse sobre o que havia restado do paganismo do passado pagão da cidade, onde estudiosos migravam da leitura do latim eclesiástico para o latim clássico e filósofos deste mundo eram estudados nos escritos de Agostinho de Hipona, a presença de cinco profetas pagãos nos afrescos da Capela Sistina não era considerada algo surpreendente. Não se sabe o porquê da escolha de Michelangelo por essas cinco sibilas em particular. No tocante a isso, assim como no caso dos profetas menores, existiram entre dez e doze possibilidades de escolha. John O'Malley sugere que a decisão talvez tenha sido relacionada à pretensão por um cobertura geográfica de grande escala, com sibilas originárias da África, Ásia, Grécia e Jônia.
Vasari, dissertando sobre a sibila Eritreia, diz que "muitos aspectos dessa figura são de especial graciosidade: a expressão presente em sua face, o adereço em seus cabelos e o arranjo de suas vestimentas, além de seus braços, desnudos, tão belos quanto o resto".

Sibilas
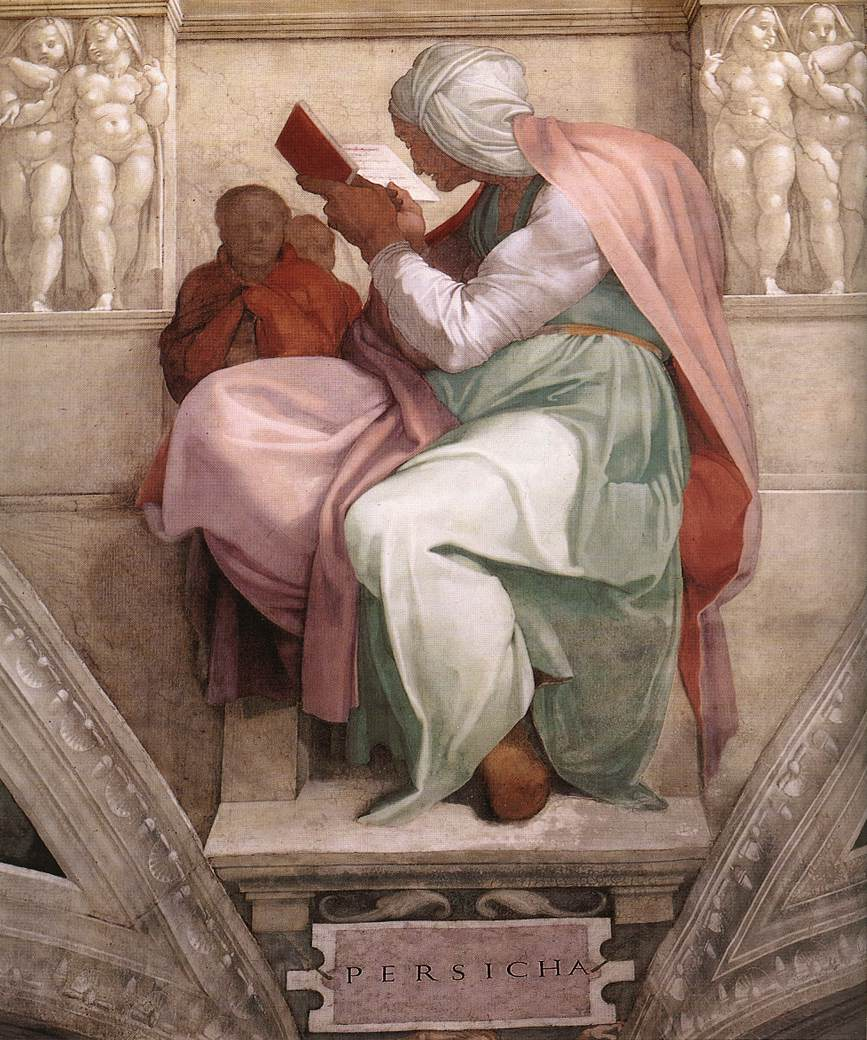
Sibila Pérsica
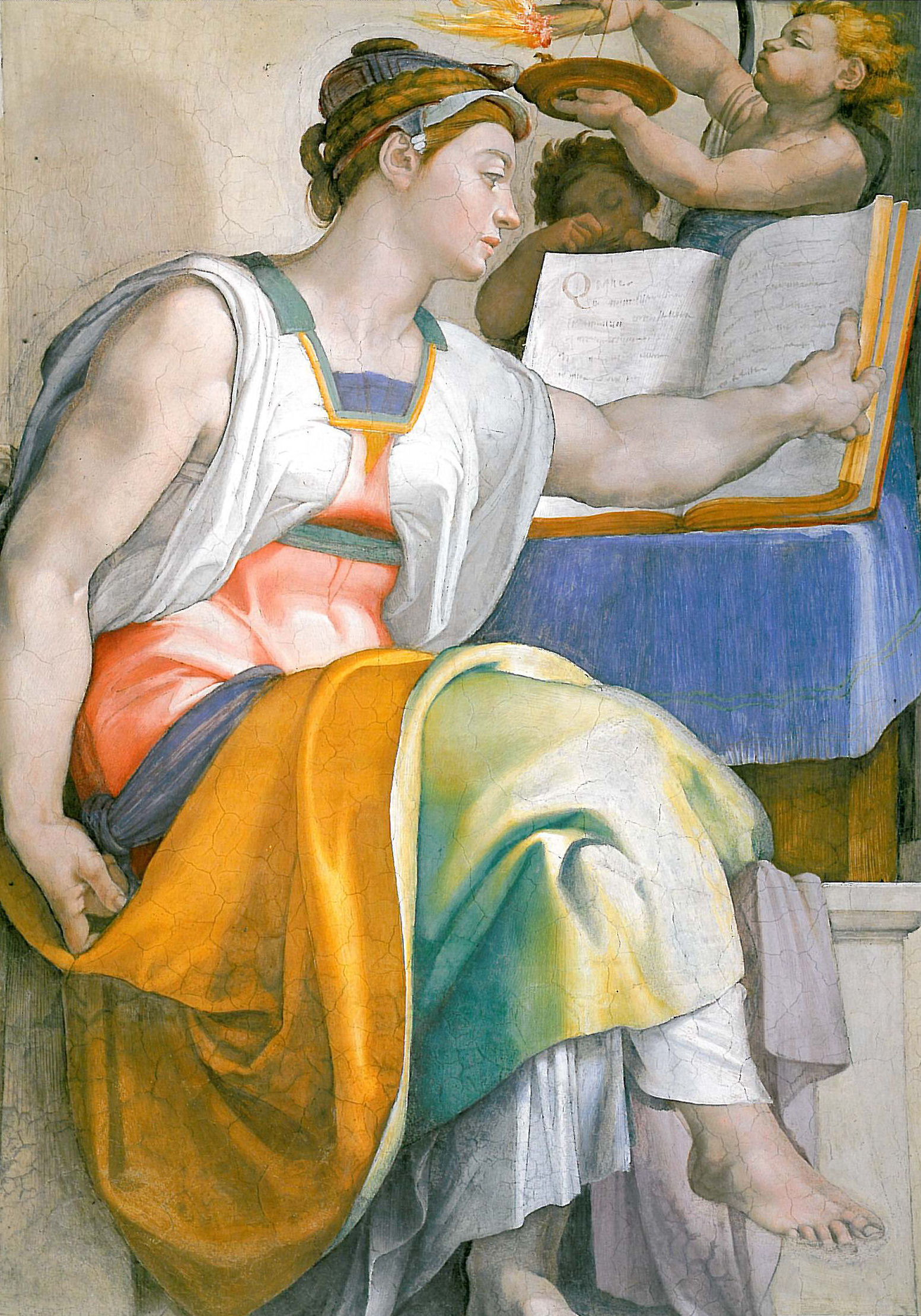
Sibila Eritreia
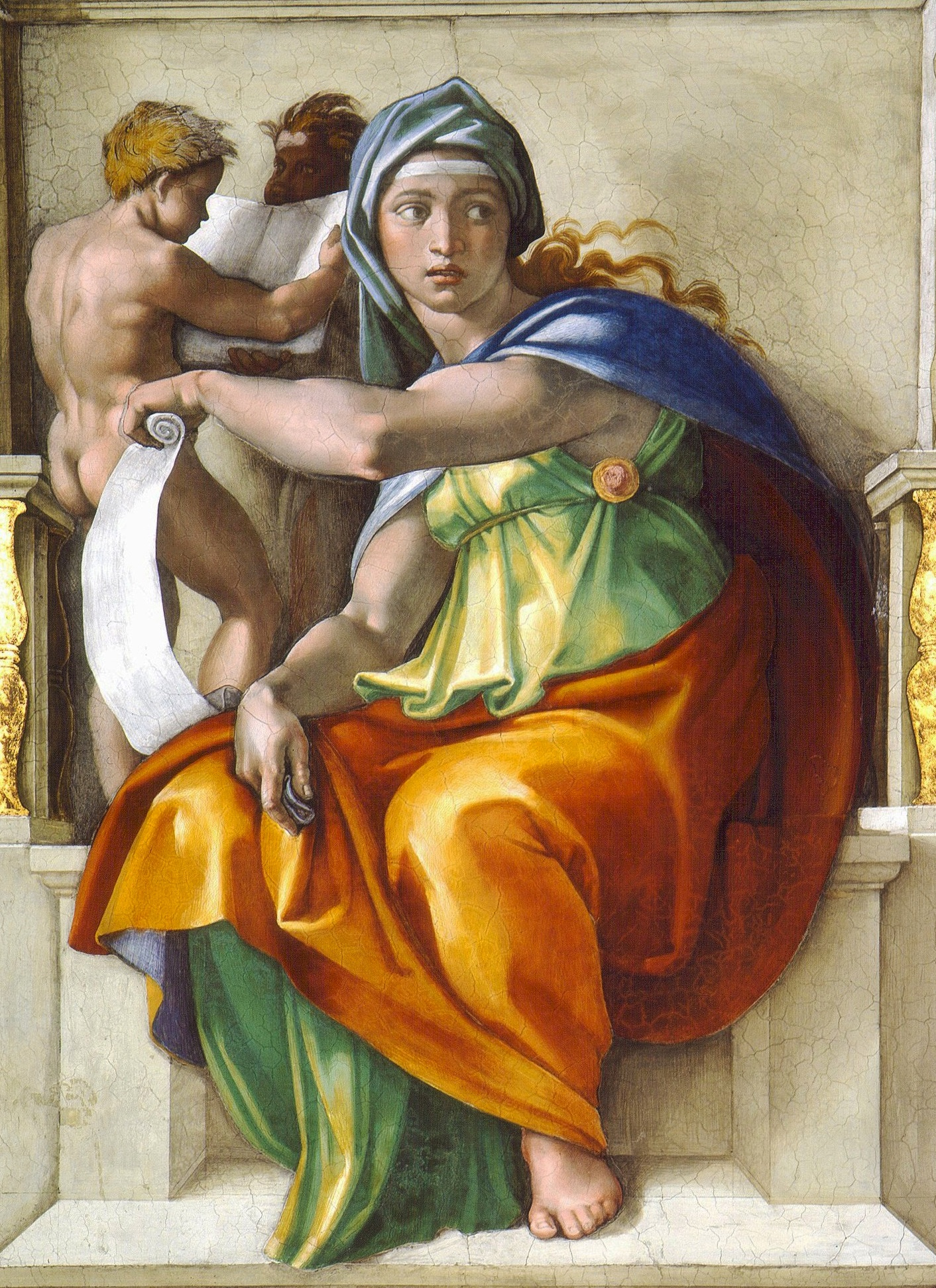
Sibila Délfica
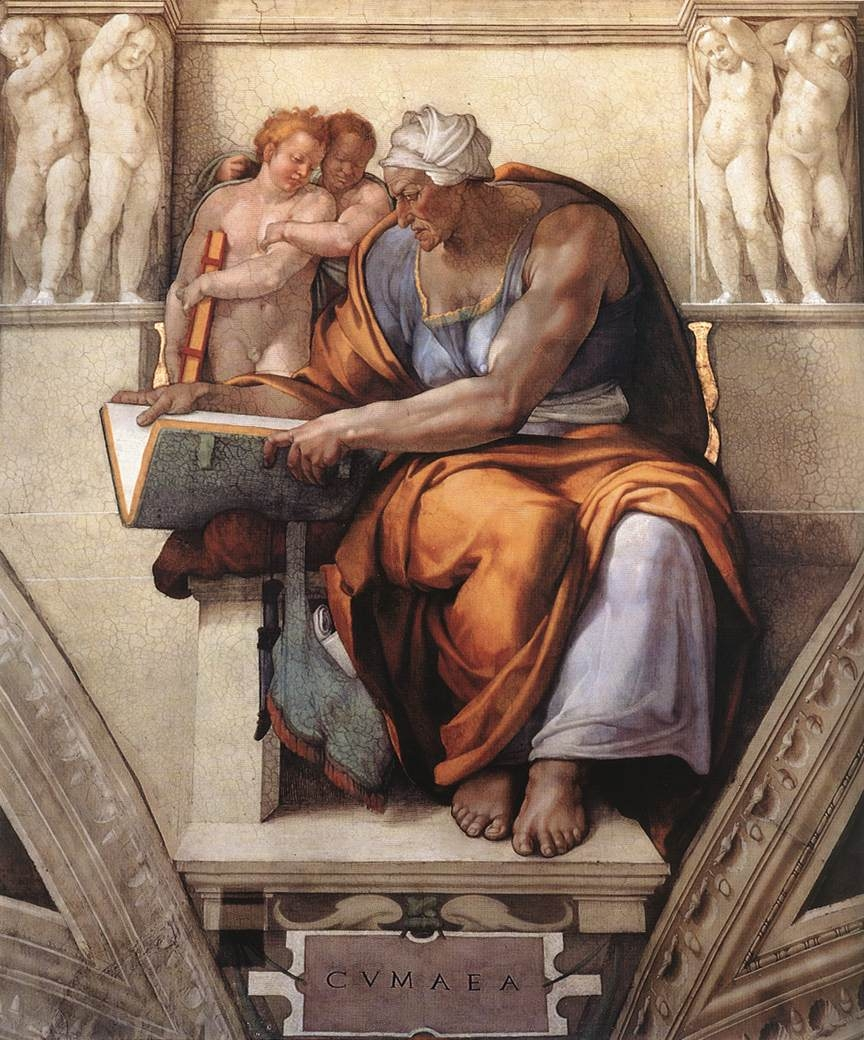
Sibila de Cumas
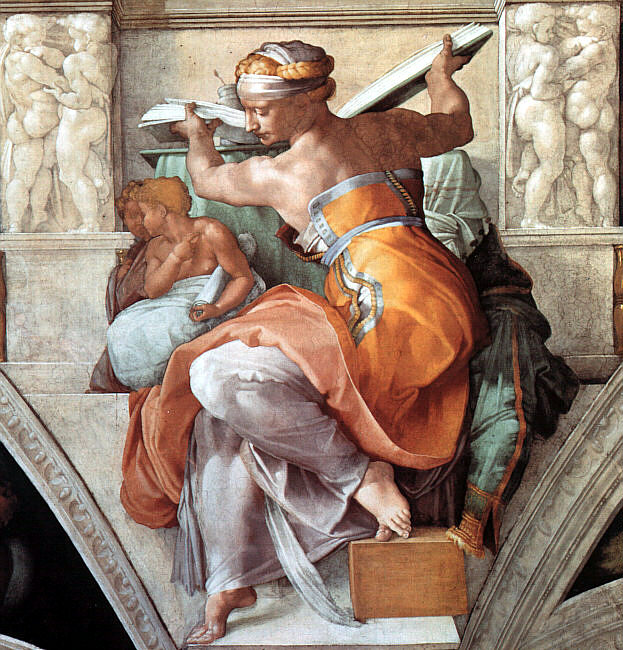
Sibila Líbica

### Pendículos
Em cada canto da capela, há pendículos triangulares a preencher os espaços entre as paredes e arcos da abóbada, formando enjuntas acima das janelas próximas. Nas formas curvadas desses espaços, Michelangelo pintou quatro cenas de histórias bíblicas associadas à salvação de Israel por quatro grandes figuras de heróis: Moisés, Ester, rei Davi e Judite. Os temas em específico são a Serpente de Bronze, o Castigo de Hamã, Davi e Golias, e Judite e Holofernes.

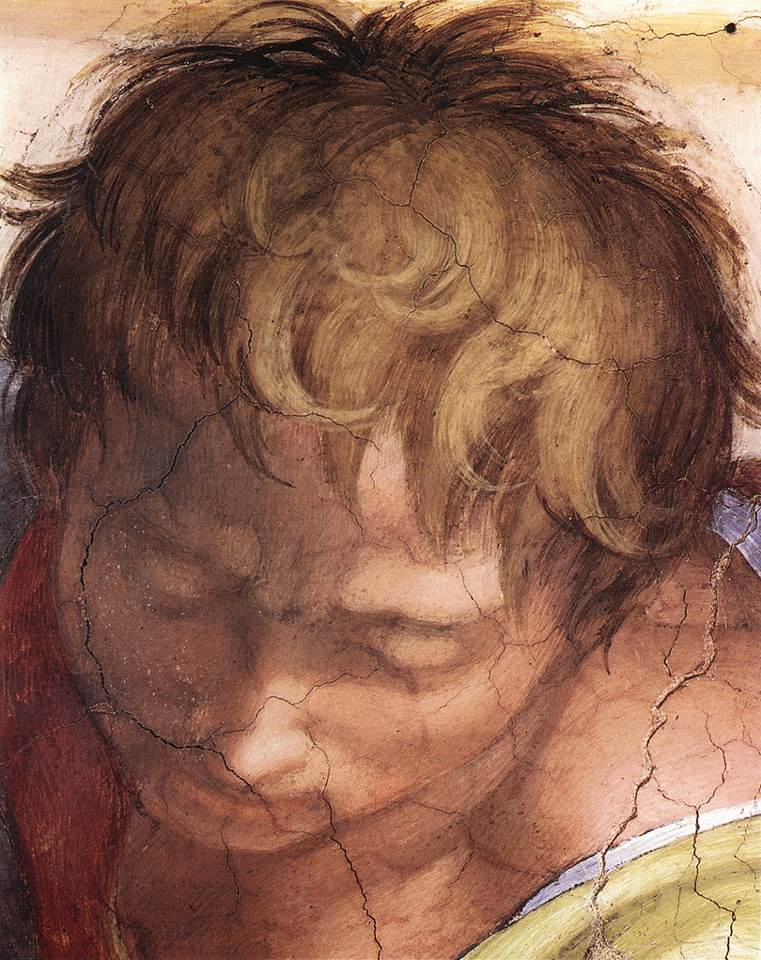
Detalhe da face de Davi.

As primeiras duas histórias eram vistas por ambas as teologias Medieval e Renascentista como predecessoras à crucificação do Cristo. No evento da Serpente de Bronze, o povo de Israel ficou insatisfeito e mostrou insatisfação para com Deus. Como punição, elas receberam a praga das serpentes venenosas. O Senhor, então, ofereceu alívio ao povo com a instrução de que Moisés criasse uma serpente de bronze e a colocasse numa estaca, proporcionando, à visão do item, a cura milagrosa. Michelangelo escolheu uma composição cheia, retratando uma massa dramática de homens e mulheres em sofrimento e cobras contorcendo-se, separados de fiéis remidos.
No livro de Ester, é dito que Hamã, o grão-vizir, conspirava pela captura do Imperador da Pérsia e o assassínio de todos os judeus de sua terra. O marido de Ester, indo à busca de um livro durante uma noite de insônia, percebeu que algo estava errado. Sua esposa, descobrindo o complô, denunciou Hamã, e o imperador ordenou sua execução numa construção por ele concebida. Seus eunucos, então, prontamente obedeceram ao comando. Michelangelo retrata Hamã sendo crucificado e Ester a observá-lo à porta, com o imperador a comandar o evento ao fundo.
As outras duas histórias, de Davi e Judite, eram frequentemente abordadas na arte da Renascença, sobretudo nos trabalhos de artistas florentinos, que costumavam retratar derrubadas de tiranos, uma temática popular na república. Num dos pendículos, o pastor Davi é representado dominando o grande Golias numa batalha, empunhando sua funda, com o gigante oponente ainda vivo e tentando levantar-se enquanto o pastor força sua cabeça para o chão a fim de cortá-la.

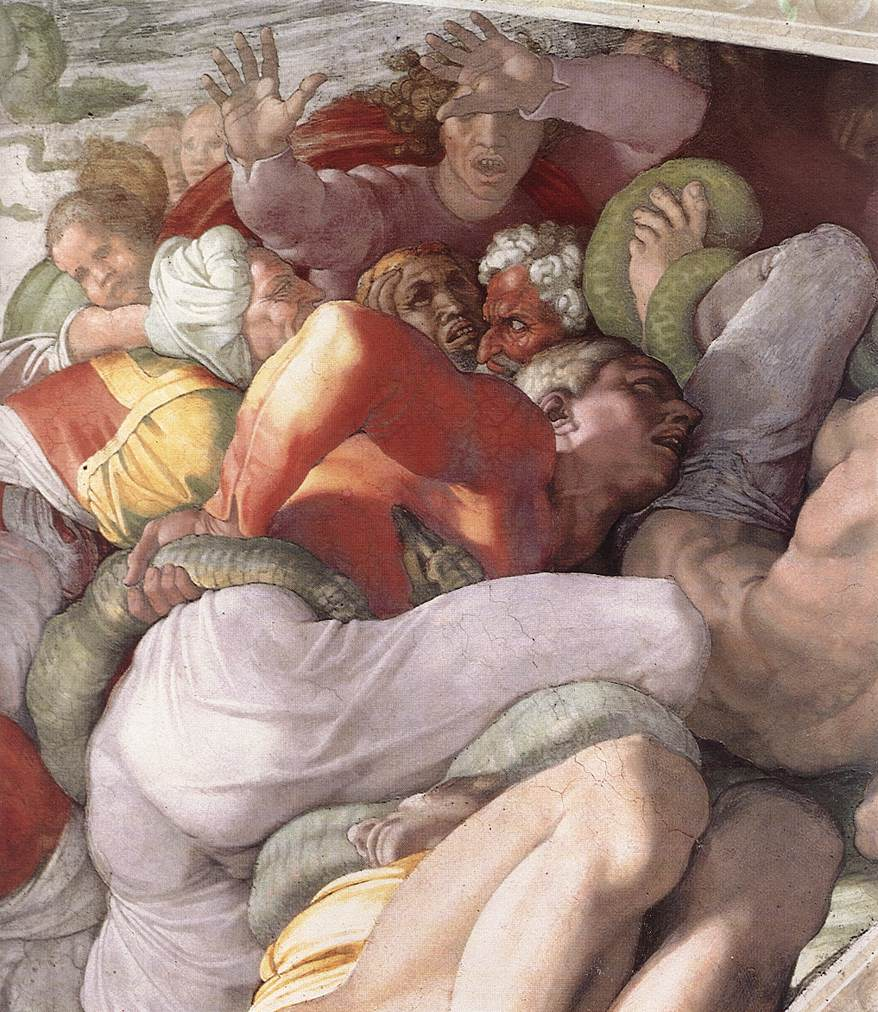
Detalhe do pendículo da Serpente de Bronze.

A representação de Judite decapitando Holofernes possui um ar macabro igualmente detalhado. Com a valente mulher a carregar a cabeça do inimigo para uma cesta transportada por sua empregada e cobri-la com um pano, ela olha em direção à tenda, aparentemente distraída pelos membros do corpo decaptado e em miséria.
Há óbvias conexões nas representações dos assassínios de Holofernes e de Hamã, em extremidades opostas da capela. Embora no pendículo de Holofernes as figuras sejam menores e o espaço menos preenchido, ambas as pinturas têm o espaço triangular dividido em duas zonas por uma parede vertical, permitindo aos espectadores observar o que acontece em ambos os lados. Há, em verdade, três cenas na representação de Hamã, pois, além de ser possível contemplar a sua punição, também observa-se o conspirador à mesa com Ester e o imperador e, na última cena, o marido de Ester em sua cama. Mordecai senta-se em degraus, servindo de ligação entre os momentos.
Enquanto que a representação do assassínio de Golias é relativamente simples em termos de composição, com os dois protagonistas centralmente posicionados e as únicas outras figuras sendo observadores de pouca representatividade visual, a da Serpente de Bronze é complexa, com grande número de figuras, elementos e incidentes separados, como os vários indivíduos atacados por cobras, a lutar e morrer. Embora a temática da angústia humana já tivesse sido previamente explorada na pintura da cena do Grande Dilúvio, sendo carregada adiante de forma mais apurada posteriormente no Juízo Final, pintado abaixo do pendículo da Serpente de Bronze, esta é considerada o mais maneirista dos primeiros trabalhos de Michelangelo na Capela Sistina e foi imitada por inúmeros pintores desse estilo artístico.

Pendículos
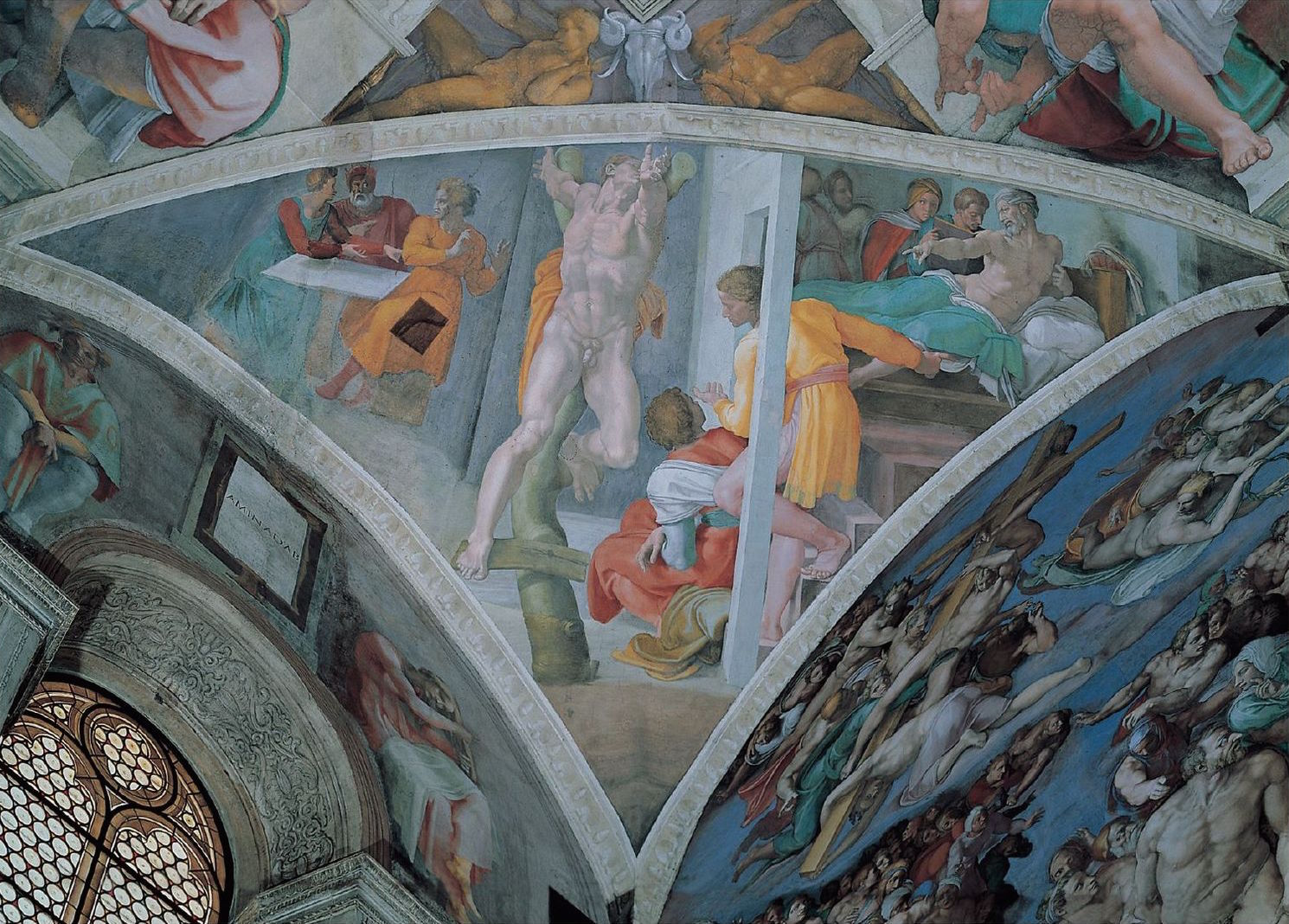
A punição de Hamã
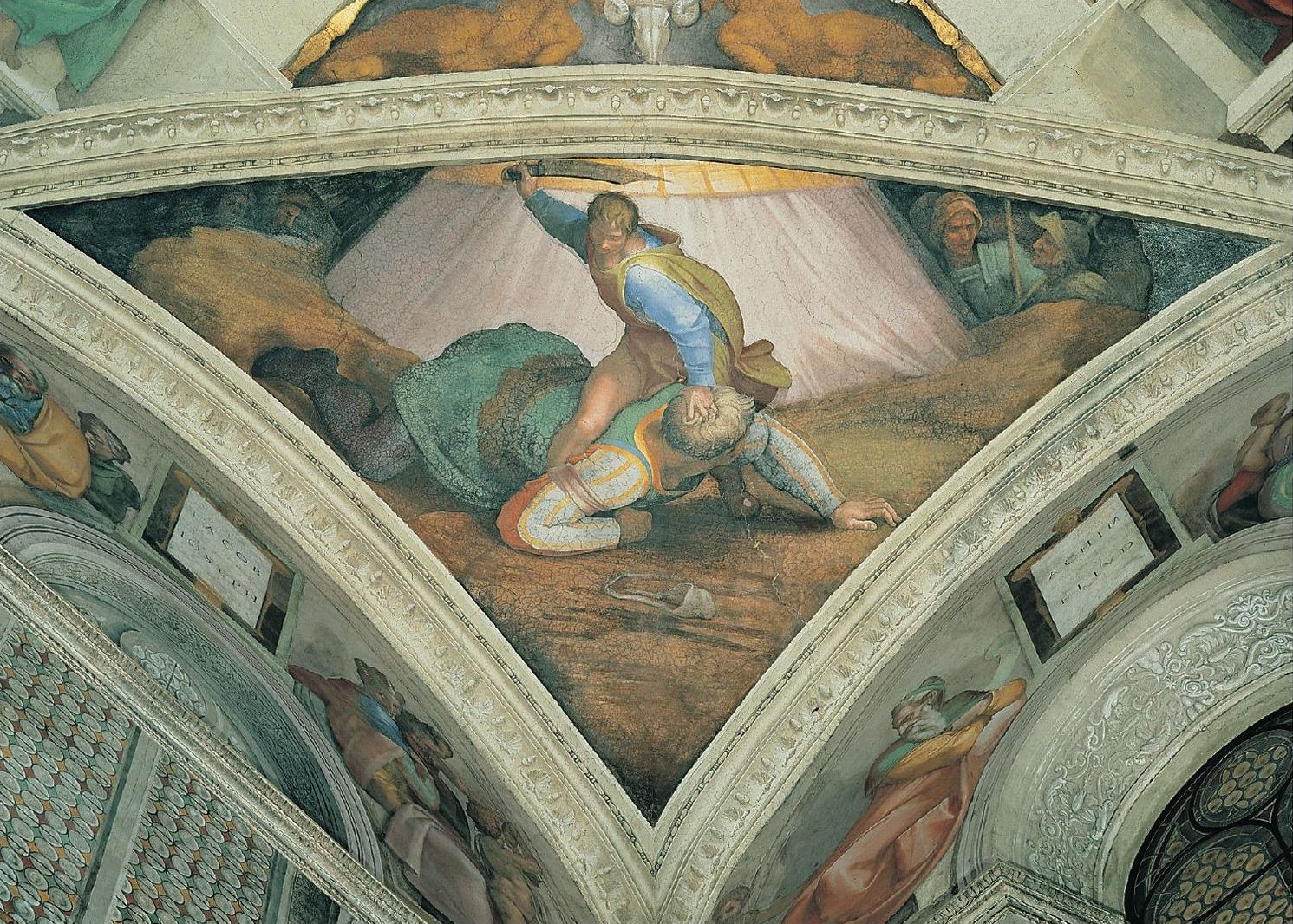
Davi e Golias
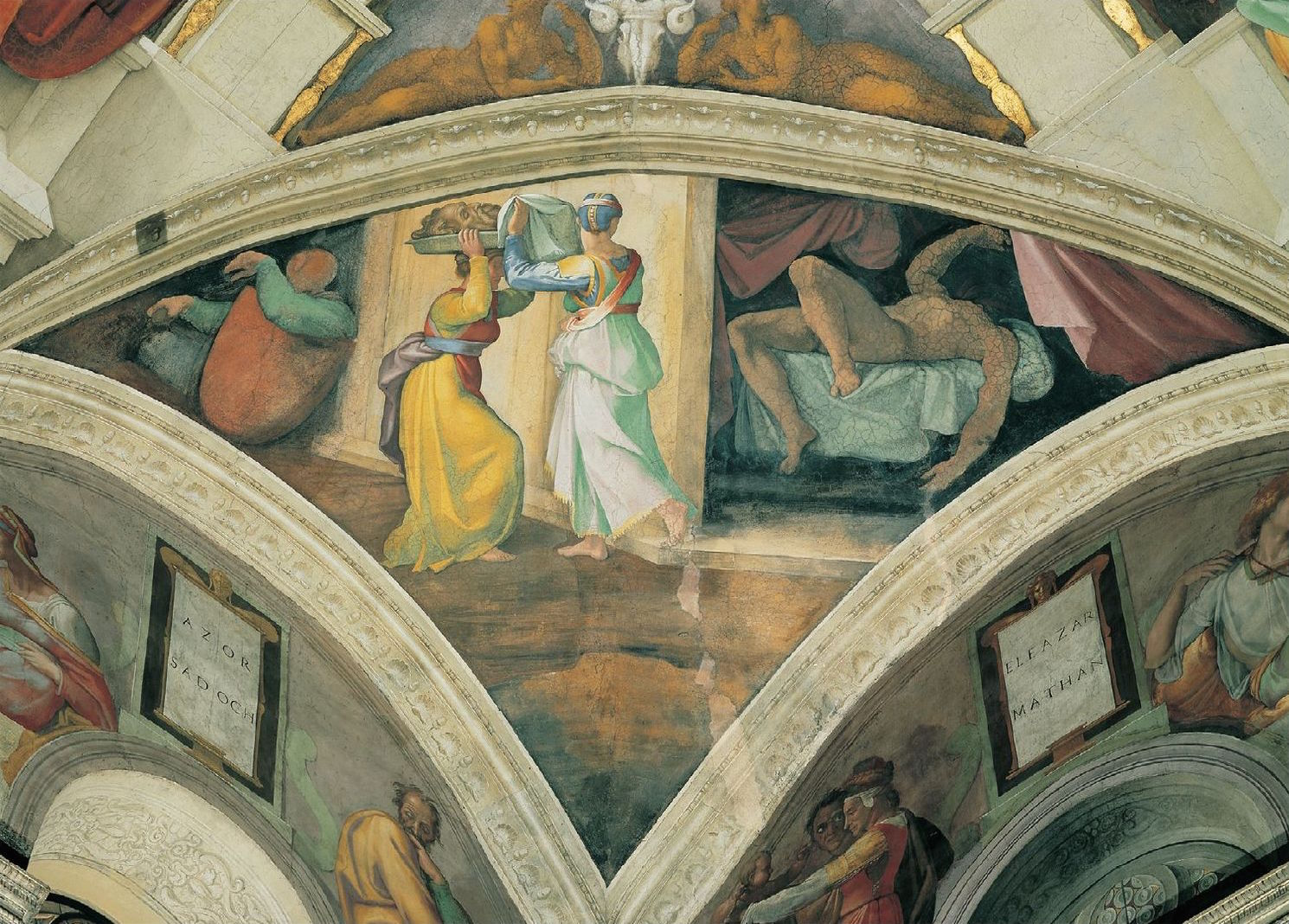
Judite e Holofernes
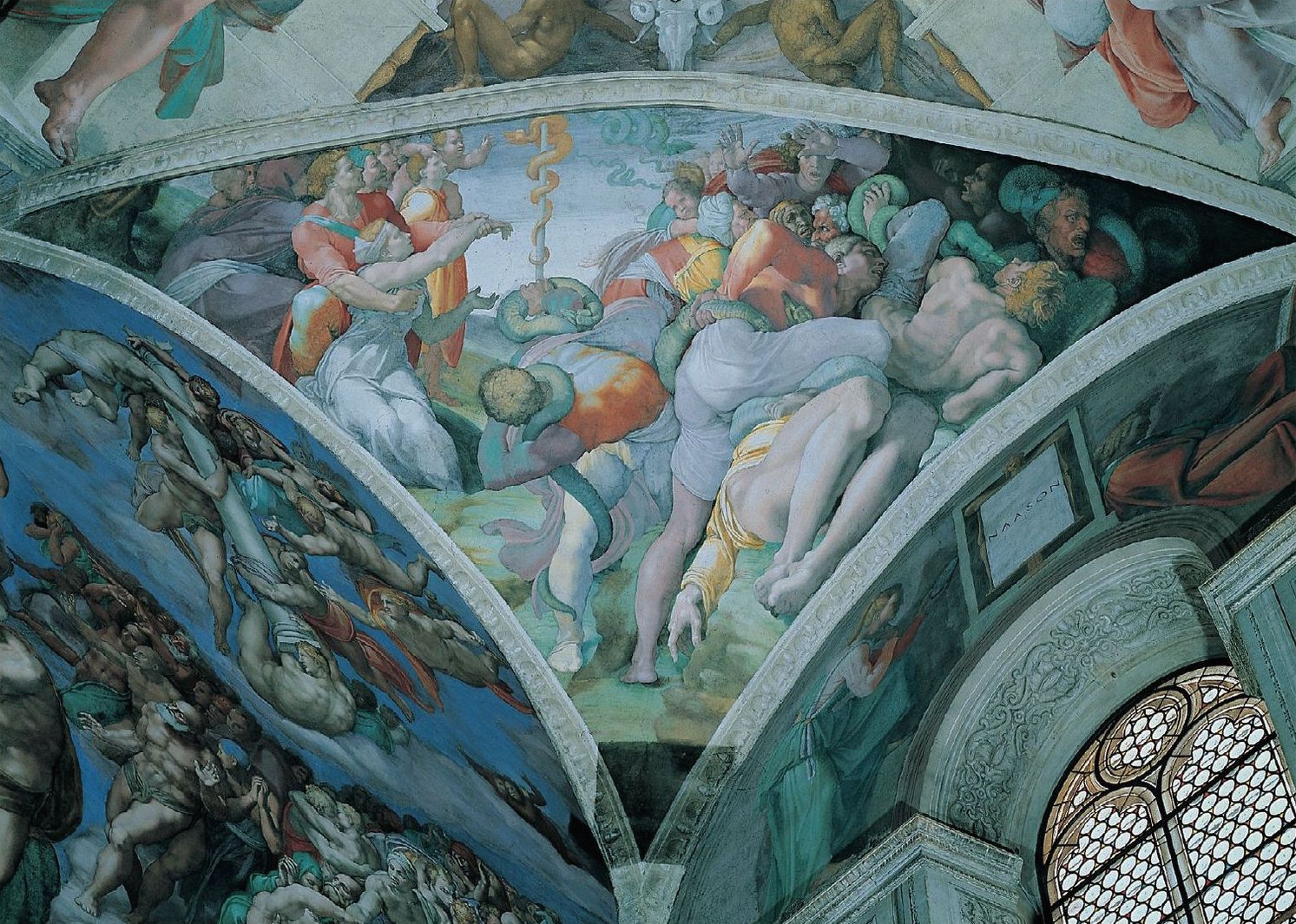
A Serpente de Bronze

### Ancestrais de Cristo

#### Temática
Entre os grandes pendículos que apoiam a abóbada, estão as janelas, seis de cada lado da capela. Em adição, há dois pares de janelas em cada extremidade da construção, hoje fechadas, dentre os quais o par acima do altar-mor foi coberto pelo afresco do Juízo Final. Sobre cada uma, há uma forma arqueada, também chamada de luneta, e, acima de oito das lunetas nas laterais, estão as enjuntas triangulares, preenchendo os espaços entre os pendentes dos lados e a abóbada, além de mais oito lunetas, cada uma abaixo dos pendículos dos cantos. As artes dessas estruturas formam pontes visuais entre as paredes e o teto, com as figuras nelas pintadas posicionando-se de forma intermediária em tamanho — de aproximadamente dois metros de altura — entre as grandes representações dos profetas e as figuras dos papas, muito menores, que haviam sido pintadas nos lados de cada janela ao final do século XV. Nestes locais, Michelangelo escolheu como temática os ancestrais de Jesus, retratando a linhagem genealógica física em completude à sucessão espiritual do Cristo à luz da doutrina católica, formada pelos sumos pontífices.
Posicionadas centralmente acima de cada janela, há "falsas" — ou ilusórias — placas de mármore com molduras decorativas. Em cada uma, estão pintados os nomes da linhagem masculina de Jesus de Nazaré através de seu pai, José, descendente de Abraão, de acordo com o evangelho de Mateus. A representação da sucessão ancestral, entretanto, é incompleta, pois as duas lunetas nas janelas da parede do altar-mor formam destruídas por Michelangelo quando este retornou à capela, em 1537, para pintar o Juízo Final. Apenas gravuras, baseadas num desenho há muito tempo perdido, restam dessas partes do afresco. A sequência de placas mostra-se errática, com uma delas a exibir quatro nomes, a maioria com três ou dois e, em duas delas, somente um. Além disso, a progressão move-se de um lado do edifício ao outro, de forma inconsistente, e as figuras contidas nas lunetas não coincidem rigorosamente com os nomes listados. Três representações sugerem vagamente formas de relação familiar; a maioria das lunetas abriga uma ou mais crianças e muitas  retratam um casal, frequentemente sentando-se de lados opostos, com a placa no entremeio. O'Malley descreve esses elementos como "simples figuras simbólicas, quase como monogramas".
Há, ainda, uma relação indeterminada entre as imagens das enjuntas e as lunetas abaixo delas. Em decorrência das restrições da forma triangular, as figuras foram retratadas sentadas ao chão em cada enjunta. Em seis de oito desses elementos arquitetônicos, as composições lembram representações tradicionais da Fuga para o Egito. Dos dois restantes, um deles mostra uma mulher a cortar uma peça de roupa com seu filho a observá-la, retratando Ana, mãe de Samuel, com uma figura masculina ao fundo a usar um distinto chapéu, sugerindo que talvez possa ser um clérigo. A outra representação humana, que difere das restantes, é de uma jovem mulher sentada, sustentando um olhar intenso e profético. Seus olhos abertos foram repintados de forma fechada na última restauração dos afrescos da capela.

#### Abordagem

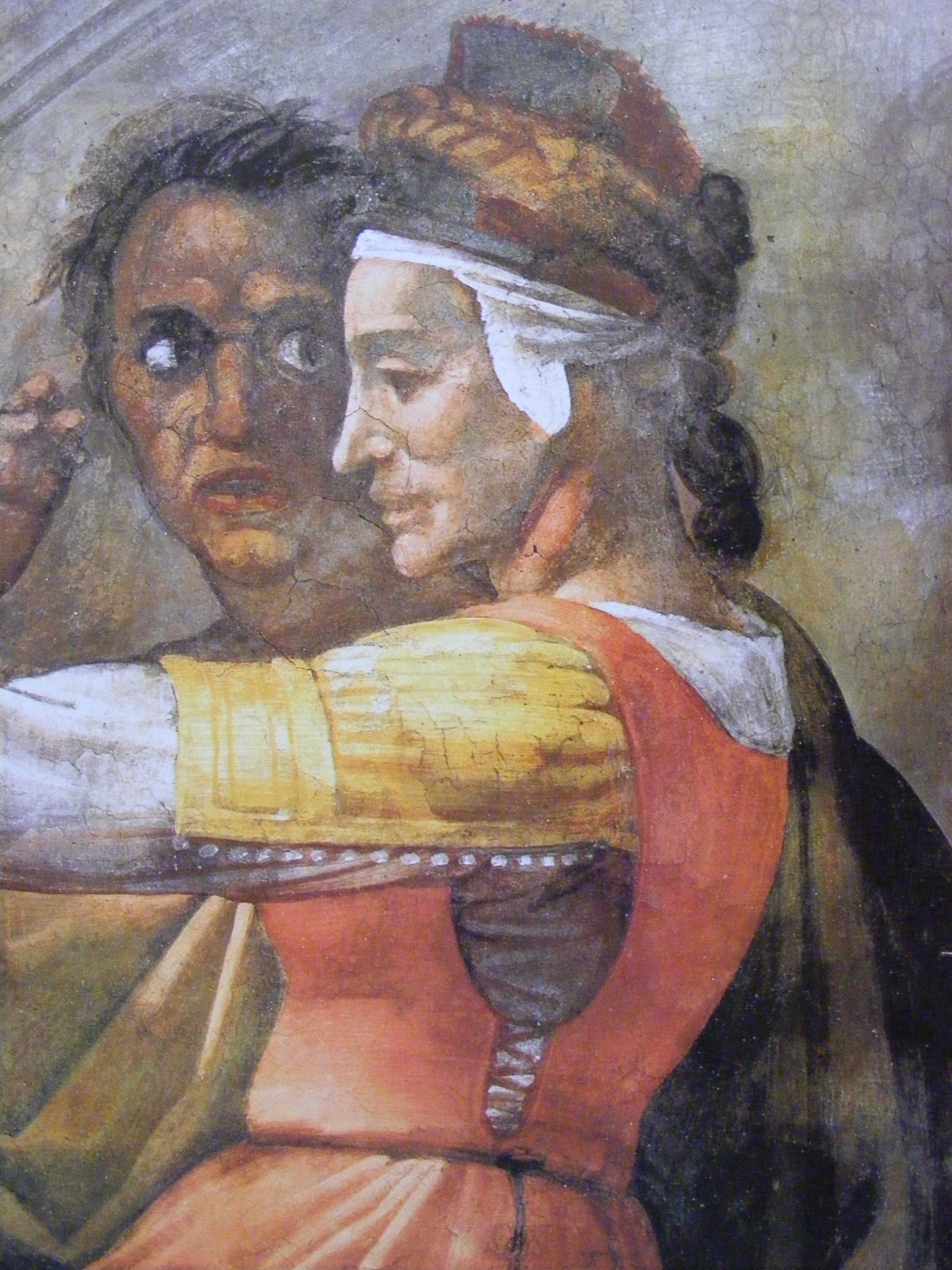
Detalhe da luneta de Eleazar e Matã.

A interpretação artística de Michelangelo acerca da Genealogia de Jesus parte de uma tradição de representação comum desse tópico em tempos anteriores, especialmente forte em trabalhos de vitral. A chamada Árvore mostra Jessé de bruços e o tronco a crescer do seu lado, com ancestrais em cada ramo, numa abordagem visual dos versos bíblicos nos quais a linha de ancestralidade é evidenciada.
As figuras nas lunetas parecem ser famílias, mas, em todos os casos, são famílias divididas. Os elementos humanos nelas presentes são separados fisicamente por placas de nome e simbolicamente por expressões relacionadas a uma gama de emoções, direcionadas a eles mesmos ou ao parceiro ladeado, entre elas o ciúme, a desconfiança, a raiva ou simplesmente o tédio. Nessas representações, Michelangelo teria buscado retratar sentimentos fortes, em escala similar ao da fúria ou infelicidade, no contexto da condição humana, de forma a pintar "o curso diário da mera vida doméstica como se ela estivesse em andamento". Nas imagens contrastantes, os ancestrais estão a "sentar e esperar". Das catorze lunetas, acredita-se que o par provavelmente pintado primeiro foi o das famílias de Eleazar e Matã e de Jacó e José, sendo estas também as mais detalhadas. As lunetas tornam-se progressivamente mais amplas com o aproximar do altar, com uma das últimas tendo sido pintada em apenas dois dias.
A luneta de Eleazar e Matã contém duas figuras com uma riqueza de detalhes de traje que não se vê qualquer das outras. A figura feminina à esquerda é dotada de uma vestimenta tão apurada quanto as das sibilas. A saia, voltada para trás, mostra sua anágua de linho e a liga que sustenta as meias de malva. Ela tem uma bolsa e seu vestido é amarrado sob os braços. No outro lado da placa, senta-se a única figura masculina das proximidades, apresentando uma particular beleza. O homem jovem, elegantemente vestido numa camisa branca e calça de um verde pálido, sem qualquer gibão, mas apenas com um manto vermelho, porta-se de forma enfadonha e vaidosa, o que demonstra contraste com os ignudi, tipo de figura à qual ele muito se assemelha.
Antes da última restauração do teto, de todas as pinturas da Capela Sistina, as lunetas e enjuntas estavam entre as mais sujas. Em adição a isso, sempre houve um problema de má visibilidade diurna dos painéis mais próximos às janelas em decorrência da incidência de halos. Consequentemente, estes se tornaram os menos conhecidos entre os trabalhos de Michelangelo publicamente acessíveis. A mais recente recuperação, no entanto, fez desses estudos magistrais da natureza humana e representações inventivas da anatomia obras conhecidas novamente.

### Ignudi

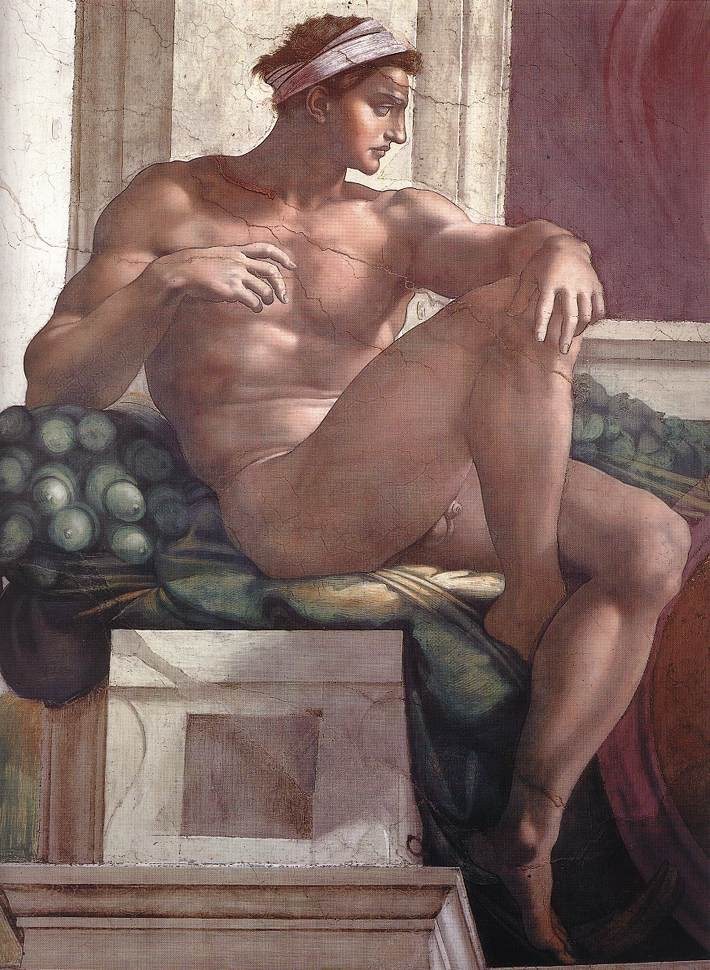
Um dos ignudi mais reproduzidos do teto.

Os ignudi são as vinte figuras masculinas nuas e atléticas pintadas por Michelangelo como suportes em cada um dos cantos das cinco cenas narrativas menores que envolvem o centro do teto. Esses elementos seguram, são cobertos ou apoiam-se numa variedade de itens decorativos, entre fitas rosadas, almofadas verdes e enormes guirlandas de bolotas.
Embora todos posicionem-se sentados, os ignudi são menos contidos fisicamente que as representações dos ancestrais de Cristo. Enquanto que os pares de figuras monocromáticas masculinas e femininas acima das enjuntas espelham-se um ao outro, os Ignudi apresentam-se de forma diferenciada. Nas primeiras pinturas, eles são dispostos em pares, em poses similares e variáveis. Tais variações mostram-se maiores a cada par até as posturas dos quatro finais, que não guardam relação qualquer. Os significados dessas figuras nunca foram claros. Elas certamente caractetizam-se de acordo a aceitação do humanismo renascentista à visão grega clássica acerca da ideia de que "o homem é a medida de todas as coisas". Michelangelo, no entanto, era um grande estudioso da Bíblia, assim conhecendo o fato de que, embora serafins e querubins sejam descritos como criaturas aladas, também são dotados de aparência similar à do homem. Ao pintar posteriormente o muro do altar da capela, Michelangelo incluiu um grande número de anjos, em particular medida nas lunetas, onde são representadas cenas em que tais criaturas carregam símbolos da Paixão. Na mesma peça, outras figuras de anjos foram dispostas soando trombetas a evocar os mortos, exibindo livros nos quais os nomes dos salvos e condenados são escritos e lançando pecadores ao Inferno. Ao todo, o Juízo Final contém mais de quarenta criaturas divinas aladas, todas fortemente semelhantes às figuras masculinas e sem identidade do teto da capela. Levando isso em consideração, O'Malley e Hersey concluem que os ignudi corresponderiam, em verdade, a anjos.
Essas representações demonstram, mais que qualquer outro grupo de figuras do teto, a maestria de Michelangelo no retratar da anatomia humana, sua habilidade de escorço e seu enorme poder inventivo. Sendo um reflexo da antiguidade clássica, os ignudi ressoam as aspirações do papa Júlio II pela liderança da Itália rumo a uma nova "era dourada"; ao mesmo tempo, eles delimitam a pretensão de grandeza de Michelangelo. Alguns críticos, no entanto, manifestaram reprovação à presença de nudez, entre eles o papa Adriano VI, o qual desejou que o teto fosse descascado.

## Análise estilística e legado artístico
Michelangelo era considerado o "herdeiro" dos grandes escultores e pintores da Florença do século XV. Ele aprendeu seu ofício sob a tutoria do mestre de afresco Domenico Ghirlandaio, conhecido por suas obras do gênero na Capela Sassetti e na Tornabuoni, e também por suas contribuições na própria Sistina. Como aprendiz, Michelangelo estudou e muito se inspirou a partir dos trabalhos dos dois mais renomados pintores de afresco da cidade no início da Renascença, Giotto e Masaccio. As figuras concebidas por Masaccio a retratar Adão e Eva sendo expulsos do Jardim do Éden tiveram profunda influência nas representações de nu em geral, e em particular no uso da nudez na transmissão das emoções humanas. Helen Gardner acredita que, nas mãos de Michelangelo, "o corpo é simplesmente a manifestação da alma, de um estado mental e de caráter".
As pinturas de Luca Signorelli também foram de grande influência a Michelangelo, particularmente as figuras desnudas e as inventivas composições figurativas do Ciclo da morte e ressurreição, na Catedral de Orvieto. Em Bolonha, Michelangelo conheceu as esculturas em relevo de Jacopo della Quercia em volta dos portões da catedral. Na representação do pintor em A criação de Eva, a composição, as formas de representação e o conceito relativamente conservador do relacionamento entre Eva e seu Criador evidenciam uma íntima devoção ao trabalho de Jacopo. Outros painéis do teto, particularmente a icônica Criação de Adão, demonstram uma "(...) inventividade nunca antes vista".
O grande afresco do teto da Sistina teve profundo impacto no pensamento artístico e execução de outros artistas mesmo antes de sua feitura ter sido finalizada. Vasari, em seu "A vida de Rafael", conta que Donato Bramante, guardião das chaves da capela, permitia a Sanzio entrar e examinar as pinturas de Michelangelo quando este se ausentava. Ao ver as pinturas dos profetas, Rafael teria voltado à sua representação de Isaías numa coluna da Igreja de Sant'Agostino e, de acordo com Vasari, embora ele já a tivesse concluído, decidido raspá-la e repintá-la num modo muito mais imponente, em imitação ao estilo de Michelangelo. John O'Malley aponta que, anterior à refeitura de Isaías, esteve a inclusão da figura de Heráclito na Escola de Atenas, numa forma pensativa similar à do Jeremias da Sistina, mas com a fisionomia do próprio Michelangelo, a inclinar-se num bloco de mármore.
Dentro do próprio andamento da carreira de Michelangelo, o trabalho do teto da capela o levou posteriormente a uma pintura mais maneirista no Juízo Final, no qual a composição com uso de grande número de figuras serviu de ponto de partida para uma execução mais livre em termos de inventividade em elementos contorcidos e com escorço, a expressarem sensações como desespero ou júbilo. Entre os artistas em cujo trabalho nota-se clara e direta influência de Michelangelo, estão Pontormo, Andrea del Sarto, Antonio da Correggio, Tintoretto, Annibale Carracci, Paolo Veronese e El Greco. Não houve praticamente um elemento de design no teto que não foi posteriormente imitado: a arquitetura ilusória, a anatomia muscular, o escorço, a simulação de dinâmica de movimento, a coloração luminosa, o apuro evocativo das expressões corporais e faciais das representações nas lunetas ou a abundância de putti, por exemplo. Gabriele Bartz and Eberhard König acreditam que, no tocante aos ignudi, "não há imagens que tenham promovido mais duradoura influência às gerações seguintes que isso. Daquele momento em diante, figuras similares passaram a se divertir em incontáveis trabalhos decorativos, sejam pintados, concebidos em estuque ou até mesmo esculpidos".
Em janeiro de 2007, foi divulgado que cerca de 10 000 pessoas compareceram aos Museus Vaticanos num único dia, sendo o teto da Capela Sistina a principal atração. O Vaticano, temeroso de que os então recentemente restaurados afrescos sofressem danos, anunciou planos de redução do fluxo turístico por meio da diminuição de horas destinadas à visitação, além de aumento do preço no intuito de desencorajar os turistas. Cinco séculos antes, Vasari disse: "pessoas do mundo todo vieram presenciar a inauguração da abóbada, e um vislumbre foi suficiente para reduzi-los a um atônito silêncio".

## Restauração
Os afrescos do edifício foram restaurados entre junho de 1980 e dezembro de 1999, com análises preliminares da obra e da construção em 1979. O primeiro estágio da recuperação, constituído pelo trabalho nas lunetas, foi finalizado em outubro de 1984. Procedeu-se, então, para o teto propriamente dito, cujo término aconteceu em dezembro de 1989, seguindo para o Juízo Final. O resultado da primeira etapa do ofício foi revelado pelo papa João Paulo II em 8 de abril de 1994. A equipe responsável era composta por Gianluigi Colalucci, Maurizio Rossi, Piergiorgio Bonetti, Bruno Baratti, entre outros. O estágio final, por sua vez, compreendia a reparação das peças de Botticelli, Ghirlandaio, Perugino e os restantes, revelado em 11 de dezembro de 1999.
Os serviços envolveram a requalificação das colorações, dando a elas um aspecto primaveril e de frescor em tons de rosa claro, verde maçã, amarelo vívido e azul celeste, além de planos de fundo em tons de cinza perolado. Em decorrência da ação da fumaça das velas, as cores haviam sofrido desvanecimento de forma tal que, em muitos trechos, elas tinham se transformado em manchas monocromáticas. Outro dos objetivos do serviço foi a remoção dos filtros de fuligem, para que as cores pudessem ser revividas. O processo, entretanto, foi recebido criticamente tanto de forma positiva quanto negativa. As apreciações desfavoráveis giraram sobretudo em torno do fato de que muitas das características originais do trabalho de Michelangelo — em particular pentimenti, destaques de luz e sombra, além de detalhes a secco — foram perdidas juntas com a remoção dos vários acréscimos nocivos que surgiram com o tempo.